# Victoria Newman
Victoria Nicole Newman (anciennement McNeil, Howard, McNeil, Carlton, Hellstrom, Abbott) est un personnage de fiction du feuilleton télévisé Les Feux de l'amour. Elle est interprétée actuellement par Amelia Heinle depuis 2005. L'actrice était réellement mariée dans la vie avec Thad Luckinbill qui interprétait le rôle de J.T. Hellstrom dans le feuilleton.

## Interprètes
Elle a été interprétée par :
- Ashley Nicole Millan (1983 à 1991), en étant enfant.

En 1991, Victoria revient en étant adolescente : 
- Heather Tom (de 1991 à 1997), en étant adolescente, puis adulte ;
- Sarah Aldrich (en 1997) ,
- Heather Tom (de 1997 à 2003) ,
- Amelia Heinle (depuis 2005).

## Histoire

### La première héritière Newman
Victoria est le fruit d'une nuit d'amour entre Nikki et Victor Newman, mais quand Victor dit à Nikki que tout est fini entre eux, elle ne lui dit rien sur sa grossesse et se marie avec Kevin Bancroft. Ce mariage dure quelques mois. Victor apprend qu'il est le père de Victoria et épouse Nikki. Victoria enfant est sauvée par Jack de la noyade. En 1988, Victoria a un petit frère, Nick. En 1991, Nikki envoie sa fille dans un pensionnat en Suisse.
Victoria revient à Genoa à l'âge de seize ans, mais la vie de ses parents a bien changé. Victor est marié à Ashley et Nikki à Jack. Victoria se met en tête de les remettre ensemble. Comme elle ne désire pas aller à l'université, Victor lui donnera un poste au service courrier de Newman entreprise ; elle tombera amoureuse de Ryan McNeil.
Ryan et Vicky couchent ensemble et elle croit avoir attrapé une infection sexuellement transmissible ou même être enceinte. Elle en parle à Ashley qui l'amène chez le docteur ; elle n'a rien mais se rend compte qu'Ashley n'est pas une ennemie. Quand Victor apprend la liaison entre sa fille et Ryan, il propose à ce dernier 10 000 $ pour quitter la ville mais Vicky et Ryan partiront à Chicago pour se marier.
Nina Webster est très intéressée par Ryan et le couvre de cadeaux ; ils finissent par coucher ensemble. Victoria et Ryan divorceront peu de temps après.

### Le deuxième amour de Victoria: Cole Howard
Très vite, Vicky rencontre Charles Victor Howard, Cole, un romancier qui a une aventure secrète avec Nikki. Ils tombent amoureux et se marient à Las Vegas. Mais Victor va les pousser à annuler leur mariage car il pense que Cole est son fils, qu'il aurait eu avec Ève, son ancienne secrétaire. Les tests ADN démontrent que Cole n'est pas le frère de Vicky. Elle ira à New York où elle rencontrera un homme peu recommandable qui la fera poser nue. Victor achète le magazine très cher pour ne pas salir l'image de Victoria mais surtout celle de la famille Newman. Cole la console et ils se remarient.
Victoria qui avait des problèmes sexuels lors de son mariage avec Ryan, les résout avec Cole. Sûre d'elle côté sexe, elle drague Ryan alors marié à Nina, mais il refuse ses avances. Cole devient l'ami de Nina et l'aide à rédiger des romans. Victoria décide de se remettre en cause et part pendant 6 mois, mais pendant son absence Cole a une aventure avec Ashley Abbott.
Quand Vicky revient à Genoa, elle apprend la relation de son mari avec Ashley ; elle fait boire Cole et couche avec lui mais comprenant qu'il ne l'aime plus, elle accepte le divorce alors qu'elle est enceinte de lui. Ashley et Cole se marient tandis que Vicky se console dans les bras de Neil Winters. Il la soutient pendant sa grossesse et la demande en mariage.
Alors qu'elle commence à emménager avec Neil, Victoria a un malaise et donne prématurément naissance à Eve Newman Howard. Quelques jours plus tard, Eve décèdera ; Neil et Vicky se sépareront restant tout de même bons amis.

### Victoria, égérie dePêche d'enfer
Vicky décide de se plonger dans le travail ; Victor crée une filiale concurrente directe de Jabot Cosmetique. Il nomme Vicky comme égérie de Pêche d'enfer. Ses plus proches collaborateurs seront Neil, Nick et Ryan.
Lors de la campagne publicitaire de sa marque, Victoria tombe sous le charme d'un expert en marketing, Gary Dawson. Pendant des mois, elle recevra des lettres d'un fan obsessionnel. Elle découvre que c'est Gary ; il la séquestre dans la cabane de Nick au ranch Newman. Elle est libérée par Paul Williams et Nick. Gary est interné en hôpital psychiatrique.
Victoria, qui est très malheureuse en ce qui concerne les hommes, est aidée par Ryan. Il l'emmènera rendre visite à Gary ; elle constatera que ce n'est pas sa faute mais que c'est Gary le cinglé.

### De la vengeance de Tricia à son départ de Genoa
Vicky et Ryan se remettent ensemble alors que ce dernier est fraîchement divorcé de Tricia Dennison, une malade mentale. Tricia arrête ses médicaments et sombre dans la schizophrénie. Le jour du remariage de Vicky et Ryan, Tricia prend la place de Vicky, qu'elle enferme dans un placard de l'église. Elle ira jusqu'à l'autel, mais quand Ryan soulève le voile, tout le monde constate que ce n'est pas Vicky mais Tricia.
Victor libère Vicky et lui demande de sortir. Il parvient à calmer Tricia qui pointe son arme sur Ryan. Mais Vicky revient et Tricia lui tire dessus ; voulant sauver sa fiancée, Ryan prendra la balle. Il succombe quelques jours plus tard à l'hôpital après avoir épousé Victoria sur son lit de mort.
Victoria aura une relation avec Diego pour lui faire avouer la relation qu'il a eue avec Sharon, la femme de Nick. Elle en tombe amoureuse et quitte le ranch pour vivre avec lui ; excédé par les conflits de la famille de Victoria, Diego la quittera.
Effondrée par tout ce qui lui est arrivé ces derniers temps, surtout quand son père, dénoncé par Nick, sera arrêté pour escroquerie, elle décide de quitter la ville fin 2003 alors qu'elle entamait une relation avec Michael Baldwin.

### Le retour à Genoa City: une relation avec Brad Carlton

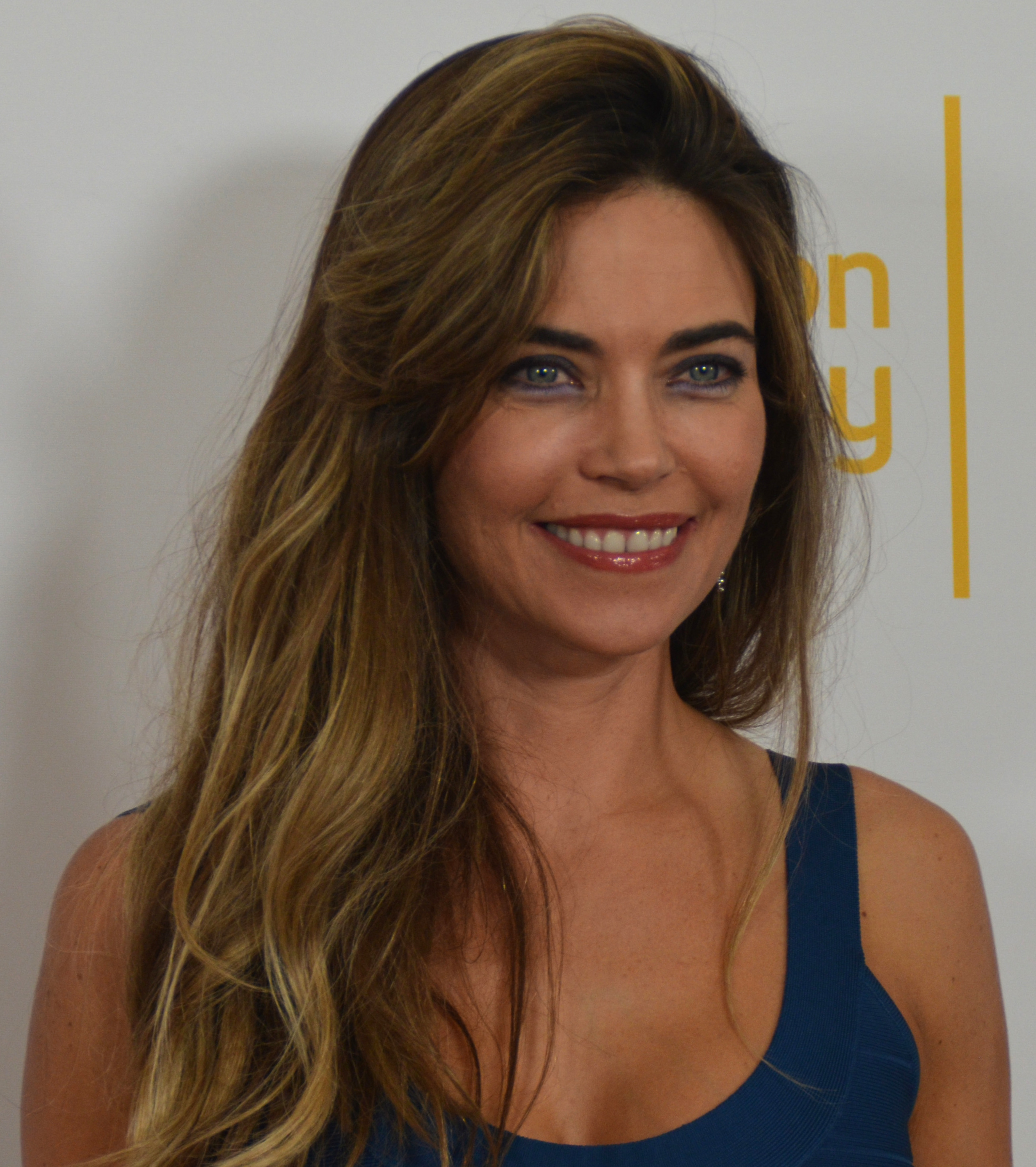
Amelia Heinle interprète Victoria Newman depuis 2005.

Au début de l'année 2005, Jack Abbott décide de rechercher Victoria pour lui offrir le poste PDG de Jabot ; il la retrouvera en Italie. Elle accepte de revenir. À son arrivée à Genoa, ses parents lui proposent le poste de PDG de Newman Entreprise, qu'elle refusera. Après la mort de sa nièce Cassie, Nick le père adoptif de Cassie renonce au poste pour faire son deuil. Victoria devient la nouvelle PDG de Newman Entreprise.
Victoria pense dans un premier temps se remettre avec Michael, mais celui-ci est maintenant avec Lauren et ils vont se marier.
Elle s'investit beaucoup dans la nouvelle ligne de produit "Beauté de la nature". Son frère Nick revient aux affaires et Vicky sera déçue de voir qu'il récolte toutes les félicitations pour la ligne de produits dans laquelle elle s'est tellement investie. Victor décide de les nommer tous deux au poste de PDG. Brad Carlton sera embauché par Vicky à Newman entreprise après avoir démissionné de Jabot.
Vicky et Brad commencent à sortir ensemble mais Brad se rapprochera de Sharon qui est la nouvelle égérie de "Beauté de la nature". Sharon et Brad couchent ensemble lors d'un voyage d'affaires et tombent amoureux ; mais Sharon décide de rester avec Nick. Brad se concentre sur Vicky et la demande en mariage le soir du nouvel an 2006.
Alors qu'Ashley est accusée de meurtre, Brad décide d'attendre pour se marier, pour soutenir son ex-femme. Victoria trouve le temps long et rompt leurs fiançailles. Elle couche ensuite avec J.T. Hellstrom. Après qu'Ashley a été innocentée, Brad décide de reprendre sa relation avec Victoria et la redemande en mariage ; elle acceptera et ils se marient en avril 2006.
Victor n'approuve pas le mariage de sa fille et de Brad ; il engage J.T pour qu'il fouille dans le passé de Brad. J.T découvre que Brad s'appelle en vérité George Kaplan et que toute sa famille a été assassinée par des nazis. Sharon et J.T se font enlever par des nazis qui veulent le célèbre reliquaire de Grugeon et libèreront leurs otages si on leur donne. Ne trouvant pas le reliquaire, Vicky fabrique un faux ; au moment de l'échange, un des ravisseurs explique à Brad que c'est lui qui a tué sa famille. Brad le tue, J.T et Sharon sont libérés.

### Du cauchemar Clear Spring au mariage avec J.T.
Jack décide d'acheter des terrains sur la zone Clear Springs pour y construire une « vraie petite ville », Victor est très intéressé par ce projet et plusieurs entreprises le rejoindront comme les industries Chancellor, NVP, Newman entreprises.
Mais Brad, Victoria et Nikki ont un autre point de vue ; ils préfèrent sauver ce secteur de la ville qui est un patrimoine culturel. Brad achète en cachette un terrain où Jack a l'idée de construire un Casino. Victoria fait une fausse couche et couche avec J.T ; ils sont surpris par Brad. Ils divorcent et Victoria découvre qu'elle est enceinte mais ne fait pas de test de paternité car c'est trop risqué pour le bébé.
J.T et Victoria se fiancent. Plusieurs habitants de Genoa se retrouvent sous un bâtiment de Clear Springs qui s'effondre. Tous s'en sortent mais Victoria se retrouve dans le coma pendant de nombreux mois. Nikki et Brad affrontent Victor et J.T. ; ce dernier préférerait faire avorter Victoria pour lui sauver la vie au contraire de Nikki et Brad qui préféreraient prendre le risque, car Victoria a bataillé toute sa vie pour avoir un enfant. Ils se rendent au tribunal mais avant que les juges décident, les médecins provoquent l'accouchement au risque de perdre la mère et le bébé. Le bébé, grand prématuré, va bien. J.T en est le père et décide de l'appeler Reed Hellstrom en l'honneur de Nikki.  Dans la réalité, à cette époque-là, l'actrice Amelia Heinle est réellement enceinte et doit s'absenter quelques mois pour son congé de maternité. Elle reviendra après plusieurs mois d'absence.
À sa sortie du coma, en février 2008, Victoria se marie avec J.T. Mais avec le temps, elle s'ennuie dans son statut de mère au foyer. Elle décide de faire venir à Genoa City Sabrina Costelana, une amie qu'elle s'était faite en Italie. Cette dernière tombe sous le charme de Victor Newman fraîchement divorcé de Nikki. Victoria sera choquée et ne pardonne pas à son amie d'avoir une relation avec son père. Les deux amoureux se fiancent très vite et en juin 2008, ils se marient devant toute leur famille, même Victoria qui a décidé de venir au mariage pour son père. Nikki se marie avec David Chow.
En juillet 2008, Victor pour réconcilier les deux amies, décide qu'elles organiseront le gala de charité. Mais en fin de soirée, David et Sabrina ont un accident de voiture avec la limousine de David Chow. Les deux meurent, Victor ne s'en remet vraiment pas et part pour le Mexique.
Il est déclaré mort et lors de l'ouverture du testament Victor Jr (Adam) devient le propriétaire de Newman Entreprises. Il vire de nombreux employés et refait les règles de l'entreprise à sa façon. Victoria travaille pour Restless Style, le magazine de mode de Nick. Quelque temps après, Victor est finalement retrouvé vivant par Nikki. À son retour en ville, il découvre ce qu'a fait Adam. Il le vire et nomme Victoria PDG et Neil comme CEO, puis repart pour Paris.
L'année suivante, J.T et Victoria ont des problèmes de couple. Vicky couche avec Deacon Sharpe et J.T embrasse Colleen Carlton. Pour donner une seconde chance à leur couple, J.T; accepte un poste à New York pour aller y vivre avec sa famille. Il en parle à Victoria mais cette dernière lui répond que s'il accepte un poste hors de Genoa, ils se sépareront. J.T accepte quand même le poste. Finalement toute la famille Hellstrom quitte Genoa pour New York. Ils reviennent pour Thanksgiving. J.T a un nouveau patron Tucker McCall, un possible futur rival financier de Victor Newman et Jack Abbott.
Victoria part pour Dubaï. Pendant ce temps, J.T se rapproche de Mackenzie Browning, son ex. À son retour, Victoria se rapprochera de son ennemi, William Abbott. J.T et Victoria décident de se séparer.

### Du début de sa romance avec William à son divorce avec J.T.
Victoria et William commencent à flirter et commencent une liaison. Rongée par le remords, Victoria décide d'arrêter de voir William.
Mais elle retombe dans ses bras lors du bal de la police. Et n'entends pas Sharon prévenir tout le monde qu'Adam est dans les parages. Nicholas prévient tout le monde qu'il y a une fuite de gaz au sous-sol et que tout le monde doit évacuer. Une explosion retentit. Déboussolés, William et Victoria s'accordent pour ne dire à personne qu'ils se trouvaient ensemble.
À ce bal, le "corps" d'Adam est découvert. Les légistes déclarent la mort d'Adam et parlent d'homicide volontaire. L'arme du crime est un stylo, cadeau de Victoria à son frère Nicholas. Le stylo a été planté en plein cœur. En allant au tribunal pour la garde de son fils, Victoria est contrainte de suivre Chance au commissariat. Elle perd donc la garde de son fils.
Même si les officiers concluent qu'elle est trop petite pour avoir planté ce stylo, ils sont persuadés qu'elle couvre quelqu'un. Lors de la lecture des chefs d'inculpation, William prend la parole et déclare au juge que ce n'est pas Victoria qui avait tué Adam puisqu'elle se trouvait dans la chambre d'hôtel avec lui. Victoria nie.
Elle est sortie d'affaire lorsque toutes les preuves pointent du doigt Nicholas.
Le 12 mai 2010, elle décide de faire appel au tribunal pour essayer d'obtenir la garde de Reed. Malheureusement, la juge la lui refuse en partie à cause de Victor, qui peu avant l'audience, a essayé de retarder J.T (qui était avec Reed) pour que Victoria obtienne sa garde. Le lendemain, J.T et elle divorcent (cet épisode est diffusé en France le 26 novembre 2013 sur TF1). Un peu plus tard, William passe la voir et remarque qu'elle est triste par rapport à son divorce avec J.T et la perte de la garde de Reed. Il lui propose de partir pour lui changer les idées. Elle accepte et c'est l'aéroport qu'ils choisissent une destination : la Jamaïque.

### Victoria et William: le couple qui fait parler
Ils s'unissent une première fois complètement saouls le 14 mai 2010 (cet épisode est diffusé en France le 28 novembre 2013 sur TF1). Cette célébration se déroule à la Jamaïque, sur la plage.
Lorsqu'ils reviennent sur Genoa, ils sont accueillis à l'aéroport par Jack et Victor, ahuris de les voir ensemble.
Rapidement, Victoria engage Michael comme avocat car elle souhaite annuler le mariage de manière discrète. Elle presse William afin qu'il supprime la vidéo de leur mariage de son ordinateur et pour qu'il trouve un avocat aussi, bien que les deux n'aient pas vraiment envie de l'annuler.
Par ailleurs, J.T décide d'être plus juste envers elle et lui propose de prendre Reed avec elle plus souvent, une sorte de garde partagée.
Abby, la nièce de William qui souhaite créer sa propre téléréalité demande à William de la mettre en couverture, dénudée, dans le but de promouvoir son émission mais il refuse catégoriquement par rapport à Ashley notamment. Alors Abby fouille sur son ordinateur, trouve la vidéo et pour se venger, décide de la montrer à tout le monde le soir au Jimmy's où l'avocat Rafe Torres fête le fait d'avoir retrouvé son emploi. J.T, présent ce soir-là, retourne sur sa décision et décide de priver Victoria de Reed. Elle décide alors de faire appel
Le 1er juin, Michael apprend à William que leur mariage n'est pas valide car il a été célébré après 20h, heure après laquelle en Jamaïque un mariage célébré est illégal. Victoria et William ressentent alors une petite déception.
Victoria perd définitivement la garde de Reed après que Victor a empêché J.T d'arriver à l'heure à l'audience.
Son père devient de plus en plus réticent par rapport à sa relation avec William. Il lui interdit même de sortir avec lui. Agacée, Victoria finit par quitter Newman Entreprises et le Ranch à la fois.
Elle s'installe alors avec William dans sa maison mobile mais étant donné le peu de place à l'intérieur, ils décident d'acheter une vraie maison ensemble.
Le jour même, William découvre un test de grossesse dans le sac de Victoria. Celle-ci lui avoue alors qu'il se pourrait qu'elle soit enceinte de lui. William est tout d'abord déstabilisé en apprenant la nouvelle puis avoir parlé avec le fantôme de son père décédé, il réalise que cette possible grossesse tombe bien afin de construire quelque chose de sérieux avec Victoria. Il la demande alors en mariage et elle accepte. Après un premier test erroné, Victoria fait un second test qui s'avère être positif. En descendant les escaliers, elle crie à William qui vont avoir un bébé, avant de réaliser que ses parents sont là, venus leur rendre visite. Donc Nikki et Victor apprennent qu'elle est enceinte.
William et Victoria voudraient se marier le lendemain, c'est-à-dire le 9 septembre, mais ils n'auront pas la licence qui leur permet de se marier avant plusieurs jours. Ils décident alors de se marier à Las Vegas. Ce n'est sans compter sur Nikki qui réussit à leur obtenir une licence grâce à son amie la juge Anderson et donc leur permet d'organiser la cérémonie à Genoa. Le 9 septembre 2010 (épisode diffusé en France le 25 mars 2014 sur TF1), William et Victoria se marient pour la 2e fois, devant leur nouvelle maison (Ce 2e mariage est tourné en extérieur, dans un lotissement style "Desperate Housewives" avec de jolies façades de maisons en bois). Plusieurs des personnes invités dont Nick, Jill et Jack ne voulaient pas assister au mariage au départ mais viennent finalement pour les accompagner. Seul Victor n'assiste pas à la cérémonie, refusant cette union entre sa fille et William. Et pour empêcher le mariage, il dénonce Victoria à la police qui l'arrête pour corruption d'agents étrangers juste avant l'échange des vœux. Alors qu'elle se fait embarquer, la juge Anderson, qui officie la cérémonie, réussit à faire prononcer leurs vœux aux mariés, ce qui les marie officiellement. Victoria passe sa lune de miel en prison.
Le 27 septembre 2010 (épisode diffusé en France le 3 avril 2014 sur TF1), Victoria perd son bébé après une énième dispute avec son père. William reproche explicitement à Victor la perte du bébé. Elle décide de se joindre à Abby, qui intente encore une fois un procès à leur père. Elles demandent Beauté de la Nature, parce que Victoria a passé un accord avec Tucker : si elle récupère BDN, McCall Unlimited et cette chaîne fusionneront et elle en sera le PDG.

### Un bébé à tout prix
Malgré cette fausse-couche, les amoureux ne désespèrent pas et décident de réessayer plusieurs fois. Mais en décembre, Victoria décide de consulter son gynécologue, inquiète de ne pas réussir à tomber enceinte. Celui-ci lui avoue alors qu'elle ne pourra plus tomber enceinte. Elle est alors dévastée, non seulement parce qu'elle ne peut plus voir Reed comme elle le voudrait mais aussi parce qu'elle est désormais stérile. Pour lui remonter le moral, William organise l'arrivée de Reed à Genoa à Noël mais aussitôt Reed parti, Victoria retombe dans sa tristesse morose.
William décide alors d'adopter un bébé sans que Victoria le sache afin de lui faire la surprise. Mais comme les procédures d'adoption sont trop longues, il envisage de passer par une filière illégale. Il fait donc appel à son ami et avocat Rafe Torres qui le met en contact avec une trafiquante d'enfants, Primrose DeVille (nièce de Rose DeVille, la femme qui a kidnappé et vendu Ronan Malloy, le fils aîné de Nina Webster à la naissance). Celle-ci lui demande 2 millions de dollars en échange d'un bébé. Mais William lui demande de prouver qu'elle n'essaye pas de l'arnaquer. C'est là qu'elle lui amène une petite fille du nom de Rose (épisode diffusé en France début juillet 2014 sur TF1). William la paie et Primrose lui donne l'enfant avec tous ses papiers avant de disparaître. Le 14 janvier 2011, William et Victoria adoptent officiellement le bébé quand il l'amène chez eux. Victoria n'en revient pas et tient à être rassurée quant à cette adoption rapide. Celui-ci lui affirme que l'adoption du bébé est légale. Ils constatent que le bébé est roux et décident alors de l'appeler Lucy en référence à la rousse Lucy Ricardo (jouée par Lucille Ball), héroïne de la série des années 1950 I love Lucy.
Parallèlement, Nick se joint à elle et Abby contre leur père. Ils ont quasiment gagné mais Victor joue une dernière carte en demandant à Adam de se joindre à lui. Il accepte et lors de la dernière médiation, il avoue au juge avoir falsifié les clauses de confidentialité concernant Abby, Nick et Victoria en 2008 quand il était à la tête de N-E. Cependant, tout le monde se doute qu'il ment et que c'est Victor qui lui a demandé de faire ça pour court-circuiter l'attaque que Nick, Abby et elle qui repose sur ces closes. Le juge décide alors réunir un dernier arbitrage le 8 mars 2011 afin de réécouter tous les témoignages et prendre une décision finale. Seulement, Adam ne se présente pas à l'arbitrage cette fois-ci donc il ne peut pas confirmer ce qu'il a affirmé au précédent. De plus, Neil, à qui Victoria a demandé de venir témoigner, balaie les dires d'Adam en disant que c'est impossible qu'il ait modifié les closes des enfants Newman en 2008 car seul lui connaissait le mot de passe (Il travaillait encore chez N-E à l'époque et était) qui protégeait le contrat. Le juge statue alors en faveur d'Abby, Nick et Victoria et oblige Victor à leur verser 1,5 milliard de dollars, soit 500 millions chacun. Après avoir gagné contre son père, Victoria tente de récupérer Beauté de la Nature pour la fusionner avec Jabot et devenir PDG de cette nouvelle entreprise comme lui a promis Tucker. Néanmoins, elle finit par apprendre que Tucker l'a mise en compétition avec Jack à qui il a promis la même chose s'il lui ramenait BdlN. Pour mettre Jack hors-jeu, elle décide de s'allier à son frère et tous deux tentent de manipuler Abby afin qu'elle se joigne à eux. Mais cette fois-ci, elle refuse. C'est alors qu'ils apprennent que leur père a décidé de mettre N-E en Bourse, pour les empêcher d'obtenir ce qu'ils veulent. Ils finissent par mettre leur projet de côté.
Le 3 février 2011, Cane est abattu sur les marches de l'église protestante dans laquelle Jill se marie avec Colin, son nouveau fiancé. Le lendemain, William promet à Lily d'écrire un article sur lui dans lequel il sera précisé qu'il est mort en héros, en voulant protéger sa famille. Peu après, William décide d'engager une nounou pour garder Lucy et Délia. Il finit par embaucher Jana et même par lui proposer d'habiter dans l'appartement du garage, étant donné que Kevin lui a demandé de partir de chez lui. Chloé est furieuse quand elle apprend la nouvelle.
Le 25 mars 2011, William et Victoria baptisent Lucy. Mais avant la cérémonie, le prêtre informe William qu'il manque le cachet de l'État sur l'acte de naissance de Lucy. Bien que paniqué au début, William parvient à contacter et voir Primrose qui lui met le cachet sur l'acte. Ainsi, la cérémonie peut avoir lieu. Sa marraine est Abby et ses parrains Jack et Nicholas.
Quelques jours plus tard, William reçoit un appel de Primrose qui lui demande pourquoi avoir parlé de ses activités à une autre personne. William ne comprend pas et lui dit qu'il n'y est pour rien. Pourtant, Primrose lui dit qu'elle est sûre que c'est lui qui a parlé de ses activités à la jeune femme qui est passé la voir. Ensuite, c'est sa conseillère bancaire qui l'appelle pour l'informer qu'une jeune femme est passée afin de se procurer une attestation de son compte. William prend alors conscience qu'il est traqué et il craint que cette personne découvre la vérité sur Lucy.
En avril 2011, Chloé et Gloria se font arrêter après être entré par effraction dans l'appartement de Jana. Jana souhaite porter plainte. Alors, la police contacte William parce qu'étant le propriétaire de l'appartement, lui seul peut porter plainte contre elles. Chloé lui demande de ne pas faire ça car Jana est une vraie folle; Gloria et elle lui racontent qu'elles ont trouvé un faux ventre de femme enceinte dans son appartement et Jana avait une échographie dans son sac. Jana se défend et William prend la décision de porter plainte. Mais il reste tout de même curieux de savoir pourquoi Jana avait un faux ventre et une échographie. Parallèlement, le procès de Sharon commence et le verdict tombe : elle est déclarée coupable. Juste après le verdict, elle s'évade, grâce à un plan réalisé par Adam.
William et Kevin décident de fouiller l'appartement de Jana mais celle-ci les surprend. Elle n'e revient qu'ils s'y mettent aussi. Mais William et Kevin lui disent qu'elles se comportent bizarrement dans un sens et ils aimeraient savoir pourquoi. Jana leur dit alors la vérité : elle est à la recherche du bébé de Daisy. Elle leur dit que Daisy a bien accouché à Genoa contrairement à ce que montre la dernière photo d'elle prise quand elle a passé la frontière canadienne avec un gros ventre et qu'elle a abandonné le bébé. Mais elle ajoute aussi que le bébé est malheureusement tombé dans un réseau de trafiquants d'enfants et que la trafiquante d'enfants qu'elle a rencontré, en se faisant passer pour une femme enceinte, s'appelait Primrose. Tout à coup, William pâlit mais ni Jana et ni Kevin ne le voit et trouve une excuse pour s'en aller. Il appelle immédiatement Primrose afin qu'ils puissent se voir. William va voir sa conseillère et demande à voir les images filmées par les caméras le jour où la fameuse jeune femme est passée. Il reconnaît Jana avec une perruque blonde. Il comprend que Lucy est la fille de Danny et de Daisy. Danny lui confirme sa filiation avec Lucy après les funérailles de Sharon.
Le lendemain matin, le 26 avril (épisode diffusé en France en octobre 2014 sur TF1), Victoria et William se réveillent et découvrent que Lucy et Cordelia ont disparu. Rapidement, ils découvrent que Jana n'est pas là, ses affaires aussi et les affaires de Lucy. Ils prennent conscience que Jana les a enlevés. En effet, la veille au soir pendant que tout le monde dormait, Jana a kidnappé Lucy. Mais comme Cordelia s'est réveillée et l'a vu dans la chambre de Lucy, elle a décidé de l'emmener aussi. Victoria appelle la police. Très vite sont lancés une alerte enlèvement pour les filles et un avis de recherche contre Jana. Quand William appelle Chloé pour la prévenir, celle-ci est furieuse contre lui. Elle l'avait prévenu et il ne l'a pas écouté. Les Chancellor, les Newman ainsi que les Abbott décident d'apporter leur aide à la police. Pendant ce temps, Jana appelle Kevin et lui demande de venir la rejoindre dans une garderie abandonnée. Il s'en va la rejoindre, ne sachant pas ce qu'elle a fait et sans que personne l'ait vu partir. Quand il arrive, il est étonné de voir Lucy et Cordelia en pyjama. Jana ne prend même pas la peine de l'écouter et lui annonce qu'elle a retrouvé sa nièce qui n'est qu'autre que Lucy. Kevin comprend alors que c'est William qui l'acheté à Primrose. Mais très vite, il se demande ce que va devenir Lucy et Jana lui dit qu'ils l'élèveront ensemble et ainsi, ils deviendront une vraie famille. Mais soudain, son portable sonne. C'est Chloé qui essaie de l'appeler pour lui annoncer que Jana a enlevé les enfants mais Jana ne lui laisse pas le temps de décrocher et met son portable dans un verre d'eau pour que personne ne lui dise ce qu'elle a fait. Seulement, Kevin finit par s'en douter et entre dans son jeu afin de protéger les filles. Il lui dit qu'il l'aime aussi mais qu'il veut fonder sa propre famille avec elle et qu'il faut donc qu'elle rende les enfants à leurs parents. Jana est d'accord et décide d'abandonner les enfants à l'église Sainte-Marie. Kevin prévient discrètement William de l'endroit où ils seront par message. Arrivés à l'église, Jana veut immédiatement partir mais Kevin ne veut pas laisser les filles toutes seules et préfère rester avec elle le temps que leurs parents arrivent. Cependant, Jana n'est pas stupide et se rend compte que non seulement Kevin l'a piégé mais aussi qu'il ne l'aime pas. Alors, elle le menace avec une arme afin qu'il la suive. Heureusement, les filles ne restent pas seules longtemps parce que Katherine et Murphy, qui sont dans la crypte de l'église à ce moment-là en train de prier pour la sécurité des filles, entendent les pleurs de Lucy puis juste après, la police ainsi que Victoria, Chloé et William arrivent. C'est alors que Cordelia révèle à ses parents ainsi qu'à la police que Kevin est avec Jana, alors que tout le monde le cherche. William pense alors que Kevin est le complice de Jana mais Chloé refuse de le croire et est certaine qu'il est retenu par Jana contre son gré.
De retour chez eux avec Lucy, William dit la vérité à Victoria sur Lucy. Elle n'en revient pas et lui jure qu'elle ne laissera personne la séparer de sa fille. William demande alors à Danny de venir chez eux pour rassurer Victoria et lui dire qu'il ne compte pas leur enlever Lucy. Quand Phyllis apprend l'enlèvement de Lucy et Cordelia en regardant la télé, elle se rend immédiatement chez William et Victoria. Mais elle est très surprise d'y trouver Danny et ressent une certaine tension entre les trois. Ensuite, Danny et elle vont au Néon Ecarlate et discutent de sa fille. Phyllis souhaiterait que Danny se bouge afin de la retrouver. C'est alors qu'il lui avoue qu'il sait où elle est, avec de bons parents, mais qu'il ne compte pas lui dire qui elle est. Elle tente de le faire parler mais Danny ne cède pas. Phyllis n'en revient pas qu'il ne se batte pas pour sa fille; elle considère qu'elle leur a été volé, comme Lucy à William et Victoria. C'est alors qu'elle a un déclic : William et Victoria ont adopté Lucy, nouveau-née, peu de temps après l'accouchement de Daisy, Danny a laissé Daisy s'échapper au Canada parce qu'il connaissait l'identité du bébé et ne voulait pas qu'elle la découvre aussi, Jana était à la recherche de sa fille et a enlevé Lucy qui est de plus rousse comme Daisy et elle-même. Il ne fait plus l'ombre d'un doute pour elle que Lucy est la fille de Daisy et de Danny et par conséquent sa petite-fille. Danny ne peut que confirmer et demande à sa mère de ne pas chambouler les vies de Lucy, William et Victoria en leur retirant Lucy. Cependant elle refuse. Elle veut que Lucy soit avec sa famille biologique et comme Danny ne veut pas l'élever, elle veut le faire à sa place. Elle rend visite à William et Victoria. En voyant le regard de Phyllis, Victoria comprend immédiatement que Phyllis sait que Lucy est la fille de Danny. Elle souhaite voir Lucy. Victoria l'autorise à la porter. Les trois amis commencent à discuter mais très vite, la discussion vire à la dispute. À ce moment-là, Danny arrive et les informe qu'il a renoncé à ses droits parentaux. Phyllis est choquée.
Le lendemain, s'organise une confrontation entre Phyllis, Danny, William et Victoria et leurs avocats pour trouver un arrangement par rapport à Lucy car aucun ne veut aller jusqu'au procès. Phyllis accepte finalement de renoncer à Lucy. Mais après que Chloé a récupéré Cordelia, que Jana avait abandonné dans une église avec Lucy, elle a demandé la garde exclusive de sa fille parce qu'elle tenait William pour responsable de l'enlèvement de leur fille et dans les raisons qu'ils l'ont poussé à le faire, elle a mentionné le fait que William a acheté Lucy auprès d'une trafiquante d'enfants. Malheureusement, William n'a pas été mis au courant de la demande de Chloé. Alors après avoir trouvé une solution pour Lucy, le service de protection à l'enfance arrive chez William et Victoria et les informe qu'ils viennent leur retirer Lucy à cause de son adoption illégale décrite par Chloé dans les raisons qui la poussent à demander la garde exclusive de Cordelia. Victoria est effondrée et William est doublement furieux. Par contre, Phyllis voit en cette situation une chance de récupérer Lucy. Cependant, Leslie Michaelson, la nouvelle avocate de Phyllis, l'informe qu'elle ne pourra pas récupérer Lucy, ni William et Victoria d'ailleurs, tant que Daisy n'aura pas renoncé à ses droits parentaux.
Quelque temps plus tard, Kevin réussit à convaincre Chloé de retirer sa demande de garde exclusive. Alors qu'elle en informe William, celui-ci commence à lui faire des reproches notamment sur sa relation avec Kevin. Pour Chloé, sa réaction est très mal venue, surtout de sa part, alors que lui s'est marié ivre avec Victoria en Jamaïque. Elle change d'avis et préfère continuer sa demande.
Après que les services sociaux leur ont retiré Lucy, la juge a accordé la garde temporaire à Danny et interdit à William de publier quoi que ce soit sur cette histoire. Phyllis est plus qu'heureuse : elle pense que de cette manière, Danny va finir à s'attacher à sa fille. Mais elle n'en revient pas quand il lui dit qu'il va s'installer dans l'appartement du garage de William et Victoria pour que Lucy soit plus proche de ses "parents". Après qu'il est parti, elle décide de publier un article sur Danny et Lucy sur le site de Style & Effervescence afin d'attirer Daisy à Genoa et empêcher William et Victoria d'adopter Lucy. Rafe prévient William qu'il n'aurait jamais dû faire ça, pensant qu'il est l'auteur de l'article. Mais William lui affirme que non. Danny, Victoria, Rafe et lui comprennent que c'est Phyllis qui l'a écrit. Furieux, William se rend chez Phyllis et lui annonce qu'elle est virée en essayant de contenir sa colère. Après avoir lu l'article de Phyllis, Rafe pense qu'il est mieux que Danny rentre chez lui avec Lucy car la juge pourrait penser que William et Victoria la trompent et s'occupent de Lucy. Kevin parvient à supprimer l'article.
Mais quelques jours plus tard, le 6 juin 2011 (épisode diffusé en France le 13 novembre 2014 sur TF1), Rafe les informe que la juge va retirer les droits parentaux de Daisy étant donné qu'elle ne s'est pas présentée à Genoa depuis que l'identité de Lucy a été rendue publique. De plus, il leur annonce qu'elle a décidé de restaurer les droits parentaux de Danny. À la fin de la sentence, Danny dit à la juge qu'il souhaite donner ses droits parentaux à William et Victoria, ce qu'elle refuse car elle n'a pas d'éléments suffisants qui pourraient aller dans ce sens-là. Cependant, Kevin arrive au tribunal pour témoigner en faveur d'eux. Danny en est ravi et finalement, la juge accorde la garde de Lucy à William et Victoria. Mais quelques minutes plus tard, Phyllis arrive avec Leslie et.. Daisy !! Tout le monde est choqué. Danny se dispute avec sa mère, William interdit Daisy d'approcher Lucy. Daisy, qui a passé un marché avec Phyllis, leur annonce qu'elle est venue se rendre aux autorités et donner ses droits parentaux à Phyllis pour espérer voir Lucy. Lauren et Michael, qui sont également présents, n'en reviennent pas et en veulent à Phyllis terriblement. William et Victoria s'en vont avec "leur" fille et comptent bien empêcher Phyllis et Daisy de leur prendre Lucy.
Le 17 juin 2011 (épisode diffusé en France le 21 novembre 2014 sur TF1), une dernière audience a lieu quant au devenir de Lucy. Leslie déstabilise William, Victoria et Danny en parlant de leur passé, ce qui permet à Daisy d'avoir la garde de Lucy. Mais étant donné qu'elle est en prison, Phyllis obtient la garde temporaire. Victoria est effondrée, William aussi mais ne le montre pas. Il souhaite faire appel à la décision de la juge mais Rafe lui dit qu'il ne peut plus rien faire car pèsent dans la balance que Daisy est la mère biologique de Lucy et lui a acheté Lucy. Après avoir perdu Lucy, Victoria et William s'éloignent. William fait ses valises et quitte la maison. Il se rend au Jimmy's où il se saoule afin de tout oublier.

### William et Victoria: la séparation
Toutes ses journées, William traîne dans les bars, joue et parie. Nick vient lui rendre visite dans sa maison mobile et le trouve dans un état lamentable. William lui dit qu'il a tout perdu et qu'il n'a plus rien à perdre. Il lui propose même de lui vendre Style & Effervescence. Dans un premier temps, Nick refuse mais finit par accepter. William est choqué d'apprendre que sa première décision en tant que propriétaire du magazine ait été de réengager Phyllis, qui est à l'origine de ses problèmes avec Victoria.
William et Victoria se voient très peu étant donné que William se retrouve avec un seul ami : la boisson. Quand ils se voient, leurs rapports sont froids. Victoria a même cru qu'il l'a trompé quand elle a vu une femme à moitié nue chez lui. Mais William lui a expliqué que c'est elle qui l'a suivi et qui s'est déshabillée pour coucher avec lui alors qu'il a refusé et la jeune femme a confirmé. Elle tient tout de même à le soutenir, le 12 juillet 2011, lorsqu'à lieu l'audience pour la garde de Delia car elle sait que c'est un très bon père et elle ne peut pas voir ni William ni Delia séparés l'un de l'autre. Son témoignage permet à William de ne pas perdre la garde de sa fille. Cependant, elle lui annonce qu'ils ne sont pas de nouveau ensemble pour autant, alors que c'est ce qu'elle souhaite au fond d'elle-même. À l'annonce de cette nouvelle, William est abattu mais ne le montre pas à sa femme. Il va se saouler au Gloworn et y rencontre une jeune femme. Celle-ci se montre très entreprenante avec lui mais William n'est pas intéressé. À la sortie du bar, elle l'approche une nouvelle fois et alors qu'il tente de lui faire comprendre que ce n'est pas la peine d'insister, des policiers arrivent et l'arrêtent pour sollicitation. William est donc déçu alors il décide d'aller se saouler au Gloworn. Là, une jeune femme le drague. Il lui fait comprendre qu'il n'est pas intéressé mais lorsqu'il s'en va, elle le suit et le drague de nouveau. Il accepte de payer le taxi pour elle sauf que des policiers arrivent au même moment et en pensant qu'il paie une prostituée, l'arrête pour sollicitation. Le lendemain, William ne se présente pas à l'heure pour l'audience. Chloé et Jill pensent qu'il s'est fourré dans un bar ou qu'il est complètement assommé par l'alcool chez lui. Or, il est en prison. Rafe réussit tout de même à le faire sortir de prison à temps pour assister à l'audience. Arrivé au tribunal, la juge lui demande s'il est vrai qu'il s'est fait arrêter la veille en compagnie d'une prostituée. William est contraint de dire que c'est vrai mais il tente de lui expliquer ce qu'il est passé. Sauf que la juge n'en tient pas compte. Elle statue donc en faveur de Chloé : William perd la garde de Delia et n'obtient que des droits de visite surveillés. Il est anéanti. Victoria apprend la nouvelle par son père et en informe les Abbott, qui ne savaient même pas que l'audience avait lieu.. Après l'audience, il se rend au Jimmy's dans l'intention de boire. Sauf que Cane, fraîchement engagé en tant que barman, refuse de le servir. Quand William lui dit qu'il s'en va, Cane lui sert plusieurs verres d'affilée et pousse William à les boire. Mais en fait, il essaye de lui faire prendre conscience que ce n'est pas la bonne solution et y arrive. William s'en va alors sans avoir rien bu mais il fait un accident de voiture. Il n'est blessé que légèrement. Quand sa famille vient à son chevet, elle est convaincue qu'il était ivre au volant. Or, William leur affirme que non, ce que les tests toxicologiques vont confirmer. Il sort rapidement de l'hôpital et ce jour-là, c'est son anniversaire. Malheureusement, il passe un assez triste anniversaire, malgré la petite fête qu'organise sa famille chez Tucker. Sa famille tente cependant de lui remonter le moral et de pallier l'absence de Victoria, qui a refusé de venir : Ashley lui prépare son gâteau préféré et lui offre la chevalière de leur père pour qu'il suive son exemple et avoir une vie tout autant heureuse. Mais il s'en va rapidement et se rend au parc. C'est alors que Cordelia, invitée à un anniversaire qui se déroule dans le parc, le voit et vient le voir, tout seul sur un banc. Quand Chloé l'apprend, elle s'en prend à William, ce que Victoria et Kevin trouvent injuste.
Avec tout ce que vit sa fille, Victor la soutient. Il lui pardonne le procès et lui propose de travailler de nouveau à Newman Entreprises et d'être son bras-droit. Elle accepte. Sa première idée novatrice est de faire d'Abby la nouvelle ambassadrice de Beauté de la Nature, ce que Victor accepte. La nouvelle est alors rendue publique. Geneviève Atkinson (la mère de Cane), en ville depuis quelques mois, se rend après à Newman Entreprises pour leur proposer des idées qu'elles pourraient utiliser pour la chaîne. Ses idées leur plaisent beaucoup et Victoria parle d'elle de son père.

### La mort de Diane
Parallèlement Diane & Adam continuent de comploter contre Victor. Après avoir ruiné l'entrée en Bourse de Newman Entreprises, Adam a décidé de monter la mort de Diane et accusé Victor de son meurtre. Il annule le plan quand il apprend que Diane l'a trahi en le dénonçant au procureur pour le rôle qu'il a joué le jour de l'introduction en Bourse. Le problème est que Diane a déjà envoyé son fils Kyle en Suisse, sans que Jack le sache, et qu'elle doit aller le rejoindre en sachant qu'elle n'a pas un sou. Elle doit donc se débrouiller pour trouver l'argent qu'il lui faut.
Grâce à Deacon Sharpe, elle est en possession de la vidéo dans laquelle Abby avoue qu'elle a renversé Tucker. Avant de s'en servir, elle décide de s'attaquer à tous les Newman. Elle commence par poursuivre Nikki, en cure de désintoxication, pour adultère et la rend responsable de l'annulation de son mariage avec Victor. Lorsque Victor apprend la nouvelle par Victoria, il se rend tout de suite à l'Athletic Club pour la confronter. Il lui ordonne de dire publiquement qu'elle a menti pour le nuire car tout ça est faux. Mais Diane, pour le faire enrager, lui montre la photo qu'elle a prise de Nikki et lui au lit au moment où ils étaient encore mariés ainsi que la vidéo de la confession d'Abby quand il la menace. Elle le menace de la diffuser s’il ne lui donne pas d'argent. Pour lui montrer qu'il ne cédera pas à son chantage, il lui arrache la caméra des mains et la jette contre la cheminée. Mais Diane commence à hurler et lui dit ne pas l'approcher, afin de faire croire à ses voisins de chambre qu'il est train de la battre. Après le départ de Victor, elle appelle la police et rapidement Victor est arrêté. Ensuite, elle vend la photo à un magazine qui en fait sa une avec le titre "Once a Stripper, Always a Slut" (Un jour une prostituée, toujours une garce). Quand Victoria appelle le centre de désintoxication pour prévenir sa mère, on lui apprend qu'elle a disparu. Diane rend ensuite visite à Jack. Elle lui avoue qu'elle a envoyé Kyle dans un pensionnat étranger. Jack veut savoir où exactement mais Diane lui fait comprendre que s'il veut Kyle, ce sera avec elle aussi afin de lui donner une famille. Puis elle se déshabille alors que quelqu'un les regarde par la fenêtre et s'en va. Mais Jack refuse de coucher et de se remettre avec elle : il veut seulement son fils. Diane, vexée, lui dit qu'il n'est qu'un donneur de sperme et qu'il ne le verra plus jamais. Juste après, Nick l'appelle et lui demande de la rejoindre au Néon Ecarlate pour discuter à propos de ce qu'elle a fait à sa mère. Quand elle arrive, elle lui explique que ce sont ses ennemis qui l'ont contraint à faire ça mais que lui n'en fait pas partie parce qu'elle l'aime. Nick lui répète pour la énième fois que ce n'est pas réciproque. Alors elle lui demande de lui donner de l'argent en souvenir du bon vieux temps s'il veut qu'elle disparaisse. Mais au même moment, Phyllis arrive et les interrompt. Elle l'insulte de traînée et les deux femmes se disputent. Adam, quant à lui, est sur la passerelle du parc de Genoa et se dit que Diane mérite de mourir pour ce qu'elle lui a fait. Quelques heures après son arrestation, Victor paie sa caution pour sortir de prison. Aussitôt sorti, il appelle Ashley pour la prévenir que Diane sait que c'est Abby qui a renversé Tucker. Ashley confronte Diane juste après au Néon Ecarlate. Celle-ci lui demande de l'argent en échange de la vidéo mais elle refuse catégoriquement de céder à son chantage. C'est alors qu'elle lui avoue qu'elle a bien couché avec Tucker, comme Abby lui avait dit. De rage, Ashley la gifle et s'en va. Ensuite, Diane rentre dans sa chambre à l'Athlétic Club mais elle croise Michael et Victor au rez-de-chaussée. Michael lui demande de quitter la ville dès ce soir pour sa propre sécurité car elle s'est fait beaucoup trop d'ennemis à Genoa. Il lui dit qu'il est prêt à lui donner de l'argent. Diane l'en remercie et lui confirme qu'elle compte partir ce soir-même. Au bar, William se saoule. Victor le voit et lui lance un pic. C'est alors qu'ils se battent jusqu'à tant que des policiers les séparent et arrêtent William. Juste après, Adam interpelle Diane et lui propose de refaire équipe pour nuire à Victor en échange d'argent mais elle, devra revenir sur tout ce qu'elle a dit au procureur. Diane accepte immédiatement. Le plan entre alors en marche le soir-même. Elle se rend au parc. Là, elle reçoit le message confirmant qu'Adam a bien transféré l'argent promis sur son compte en Suisse. Aussitôt, elle appelle Kyle pour lui dire qu'elle est en chemin puis envoie un message à Victor, Nick, Phyllis, Ashley, Tucker, Abby, Jack et Victoria leur demandant de la rejoindre près de la passerelle dans le parc. Le lendemain matin, on les revoit tous, agissant de manière bizarre comme s'ils voulaient cacher quelque chose. Plus tard, en allant pêcher, Murphy retrouve le corps de Diane flottant dans la rivière avec l'arrière de la tête couverte de sang. Il appelle la police. L'équipe médicale arrive rapidement sur place et confirme le meurtre de Diane. L'autopsie révèle qu'elle a été frappée derrière la tête à dix reprises et qu'elle est morte au bout du troisième coup, à peu près. De plus, elle révèle qu'une trace laissée par une bague arborant les armoiries d'Harvard est présente sur son bras ainsi qu'une clé, enfoncée dans sa gorge. En moins de 24h, l'affaire devient une affaire d’État. La police fait appel à un ancien agent du FBI, Ronan Malloy (le fils de Nina volé à la naissance), afin de la résoudre.
Dans la journée, Victoria décide de payer la caution de William qui sort immédiatement. Aussi, elle lui apprend la mort de Diane. Elle lui propose de boire un café avec lui mais il refuse et préfère qu'elle le laisse tranquille désormais. Puis, alors qu'il retourne chez lui afin de prendre des vêtements, il tombe sur le tableau de Victoria et lui déguisés, que Victoria avait commandé pour son anniversaire. Victoria arrive à ce moment-là. Elle lui demande de rester pour discuter. Ils finissent par s'avouer qu'ils ont besoin l'un de l'autre et couchent ensemble sur le canapé. Victoria pense alors qu'ils ont fini par se réconcilier mais alors qu'elle s'absente pour faire du café dans la cuisine, William se rhabille, prend ses valises et s'en va en pensant que Victoria sera mieux sans lui. Quand Victoria revient, elle trouve le salon vide. On voit ensuite William dans un avion vers une destination inconnue. Le lendemain, Hong Kong Airlines appelle Victoria pour lui dire que William a oublié son portable dans l'avion. Dévastée, elle comprend qu'il l'a quitté pour de bon. Elle annonce la mauvaise nouvelle à sa famille ainsi qu'à Chloé, qui la prend pour responsable de tout ce qu'il s'est passé. De plus, son père lui demande de dire à Abby qu'elle ne pourra pas être ambassadrice de Beauté de la Nature pour le moment. Il lui explique que c'est Abby qui a renversé Tucker, donc elle a une épée de Damoclès sur la tête depuis la mort de Diane car personne ne sait où est la copie de la vidéo de ses aveux que Diane avait et le risque qu'elle soit diffusée publiquement est trop grand. Quand Ronan demande à Victor où il était le soir du meurtre de Diane, Victoria répond qu'il était avec lui. Or, c'est faux et tous les deux le savent. Mais Victoria craint que son père soit l'assassin de Diane car le soir de sa mort, elle est allée la rejoindre au parc sauf que son père était là aussi. Elle les a vus se battre et son père tenir une pierre au-dessus de sa tête. Cependant, Victor lui dit qu'elle n'a pas à s'en faire, qu'il est innocent tout comme elle et donc qu'elle n'a pas à mentir pour le couvrir de quoi que ce soit.

### La maladie de Cordelia
Lorsque Sharon revient à Genoa alors que tout le monde la pensait morte, l'homme qui l'a recueillie au Nouveau-Mexique, Sam Gibson, un vétérinaire, la suit pour la soutenir. Il reste en ville tout au long de son procès et Victor lui propose de travailler pour lui. Il a donc besoin d'un endroit pour vivre. C'est pourquoi celui-ci lui parle de l'appartement à louer dans le garage de Victoria, au départ, pour qu'elle puisse oublier William avec lui. Quand Sam se présente à la porte de Victoria, elle est plutôt étonnée de savoir qu'il souhaite louer l'appartement mais elle accepte. Très rapidement, il va l'aider à surmonter le départ de William. Il va même lui acheter un chien qu'elle va appeler Keely. Mais leurs relations vont rester strictement amicales.
Peu après, début septembre, Cordelia tombe malade. Elle est fiévreuse donc sa famille pense qu'elle a la grippe mais sa température monte soudainement. Emmenée d'urgence à l'hôpital, les médecins annoncent à Chloé que Delia a une leucémie et qu'elle a besoin d'une greffe de moelle osseuse. Elle est abattue. De nombreuses personnes passent le test mais personne n'est compatible. Les Abbott ainsi que Victoria et Jill se mettent à la recherche de William pour l'informer de l'état de santé de sa fille et pour qu'il puisse faire le test. Jack demande de l'aide à Victor pour le retrouver et c'est finalement lui qui, en secret, le retrouve emprisonné en Birmanie. Il lui propose un marché : il fait en sorte de le libérer à condition qu'il ne s'approche plus de Victoria. William lui dit d'aller au diable mais est contraint d'accepter le deal quand Victor lui apprend l'état de santé de Delia. Ils arrivent secrètement à Genoa, dans la maison mobile de William. Victor appelle Kevin, qui les rejoint. Il est étonné de voir William et s'apprête à appeler Chloé pour l'avertir mais Victor l'en empêche. Il lui dit que personne ne doit savoir que William est là parce qu'il a de gros problèmes mais comme il doit être testé pour possiblement sauver sa fille, il lui demande de faire croire à tous que l'échantillon de sang de William qu'il va lui donner est le sien. Pour la survie de Cordelia, Kevin accepte. Le soir même, William réussit à aller à l'hôpital incognito pour voir Delia, que Chloé a laissé seule un moment. Elle dort mais William reste avec elle et lui parle. Au retour de sa mère accompagné de Kevin, elle se réveille et leur dit qu'elle a rêvé que son père était venu la voir. Chloé la rassure mais voit tout de même qu'elle souffre de son absence. Alors Victoria commence à envoyer des mails à William dans lesquels elle lui demande de rentrer, qu'elle l'aime et que sa famille a besoin de lui. William les reçoit et tente de répondre à l'un d'entre eux un jour mais Victor le surprend et le menace de révéler ce qu'il a fait à toute sa famille. De plus, il lui dit que Victoria voit un autre homme et qu'elle a tourné la page. Mais William ne le croit pas et le soir venu, il se rend chez Victoria et a la mauvaise surprise de voir Sam monter à l'étage avec elle dans ses bras. En réalité, ce qu'il ne sait pas, c'est que Sam porte Victoria pour monter à l'étage parce que celle-ci s'est foulée la cheville en descendant de cheval la veille. William s'avère être compatible avec Cordelia, Kevin fait alors croire à tout le monde que le premier test qu'il a fait n'était pas concluant et que selon le second, il est bien compatible avec Delia : elle est donc sauvée. Tout le monde est heureux et Victoria lui dit que William serait reconnaissant de ce qu'il fait pour sa fille s'il était là. Kevin est embarrassé mais ne le montre pas trop.
En octobre, Victoria décide de divorcer. Elle appelle Michael pour lui demander comment faire étant donné que William n'est pas là. Il lui dit qu'il sera spécifié que William a abandonné leur foyer dans les papiers du divorce qu'elle doit signer mais au moment de les signer justement, elle fait machine-arrière, ne se sentant pas encore prête à mettre fin à son mariage. Peu après, William va voir Katherine à l'hôpital, déguisé en médecin, après avoir appris qu'elle avait fait un AVC. Alors qu'il prend l'ascenseur pour s'en aller, Cane arrive par la porte des escaliers et a tout juste le temps de le voir. Il le reconnaît et le suit jusqu'à sa maison mobile. Cane lui demande pourquoi il ne dit pas à sa famille qu'il est de retour, pourquoi il se cache. William ne lui raconte qu'un bout de l'histoire et lui fait promettre de ne dire à personne, même à Lily, qu'il est de retour. Quand Cane mentionne que grâce à Kevin, Cordelia va guérir, William lui répond de manière sarcastique. Il comprend alors qu'il est le véritable donneur et que Victor a fait en sorte que tout le monde croit qu'il s'agit de Kevin. Pendant ce temps, Victoria va au bout de sa procédure de divorce, ne pouvant plus supporter la situation dans laquelle elle est avec William.
Peu avant la fin du mois d'octobre, la transplantation de Delia a lieu et Victor fait un généreux don à l'hôpital pour que les médecins fassent croire à tous que Kevin a donné sa moelle osseuse à Delia. Après l'opération, Victor dit à William qu'il quittera définitivement la ville dès que sa fille sera guérie. Avec la complicité de Kevin, il réussit à aller la voir après son opération. Quand arrive le temps de partir, William refuse de suivre Victor mais celui-ci le force en lui montrant une vidéo (qu'on ne voit pas à l'écran) qui n'est pas à son avantage visiblement puisqu'il finit par le suivre à l'aéroport mais réalise une échappée belle sans qu'il s'en aperçoive. En effet, il ne prend pas l'avion et s'installe dans un hôtel reculé de Genoa pour faire croire à Victor qu'il est bien parti. Le soir d'Halloween, il rend visite à Delia déguisé en père Noël puis se rend à la fête d'Halloween organisée par Victoria. Il voit sa femme complètement ivre faire un discours dans lequel elle remercie tout le monde d'être venu et leur dit qu'elle regrette qu'il ne soit pas là avec elle. Nick la raccompagne chez elle, William les suit. Nick laisse Victoria devant la porte de chez elle mais celle-ci, tellement ivre, ne trouve pas ses clés. Alors William se montre, l'aide à rentrer chez eux, l'allonge sur le canapé et l'embrasse. Elle le reconnaît mais s'évanouit juste après. En se levant avant de partir, il aperçoit les papiers du divorce signés sur la table, ce qui le laisse sans voix. Le lendemain, il demande à Cane de le rejoindre et lui explique entre autres qu'il a été accusé de trafic de drogue mais qu'une fille du nom de Chelsea Lawson pourrait l'innocenter. Il lui demande de l'aide afin de retrouver sa trace pour que son nom puisse être lavé dans cette histoire et ainsi revenir définitivement auprès de ses proches à Genoa. Réticent, au début, Cane finit tout de même par accepter. Aidé par Ronan, il contacte les autorités birmanes pour avoir des renseignements sur elle ou même sur William mais il n'en tire aucune information. William vient donc à la conclusion que Victor a payé les autorités du pays pour qu'elles ne parlent ni de lui ni de Chelsea. Alors, Cane décide de se rendre sur place. Arrivé en Birmanie, il retrouve Chelsea sans le savoir mais quand il s'en aperçoit, elle s'échappe.

### Les retrouvailles avec William
À Genoa, Victor se rend compte que William est toujours là. Il le retrouve et lui dit qu'il va se charger personnellement cette fois de le faire partir. Il paie un homme du nom de Tank afin qu'il l'accompagne jusque dans un monastère isolé en Inde. Au même moment, on apprend que Cordelia est en rémission. Victoria commence alors à penser que William a des problèmes et qu'il ne peut pas les contacter parce qu'il serait revenu s'il avait su que sa fille était malade. Elle décide donc de partir à sa recherche en Birmanie avec Jill en secret. Arrivées sur place, elles se rendent à l'ambassade des États-Unis et apprennent qu'il était en prison pour trafic de drogue et qu'il a mystérieusement disparu du jour au lendemain. Parallèlement, Cane finit par être chassé du bar dans lequel il a vu Chelsea par des hommes qui lui disent qu'il pose trop de questions. Peu après, Jill & Victoria arrivent dans ce bar et commencent elles aussi à poser des questions. Un homme s'approche d'elle en leur disant qu'il sait où est William et leur donne rdv derrière le bar pour partir à sa rencontre. Cane, caché près du bar, les voit de loin et les sauve ensuite quand l'homme, qui voulait les piéger avec de la drogue de la même manière que l'a été William, tente de les enlever. Cane leur explique qu'il les a suivis parce que la Birmanie est un pays très dangereux et donc qu'il faut qu'ils rentrent maintenant. Ils prennent l'avion mais alors qu'ils font escale à New-York, Victoria préfère rester seule sur place et les pousse à rentrer à Genoa. Quant à William, il se lie d'amitié avec Tank, qui lui permet entre autres de dire au revoir à Delia. Ils prennent l'avion et font escale à New-York. William lui demande alors de le laisser partir mais Tank refuse jusqu'à ce que Victor lui ordonne par téléphone de rester au monastère avec William pour le surveiller. À ce moment-là, Tank s'énerve et dit à William qu'il le laisse en lui conseillant d'attendre un peu pour retourner sur Genoa (Il s'avère ensuite que cette mise en scène était un plan de Victor qui a changé d'avis au dernier moment après avoir vu à quel point William manquait à Cordelia). William et Victoria s'arrêtent tous les deux dans le bar de l'aéroport et celle-ci finit par le voir. Contents de se retrouver, ils se serrent fort et s'embrassent. Elle lui dit qu'elle s'est tellement inquiétée et il lui dit qu'il ne voulait qu'être auprès d'elle et de Delia. À cause du mauvais temps, aucun avion ne décolle de l'aéroport alors les compagnies paient à leurs passagers des chambres d'hôtel. Comme par hasard, William et Victoria se retrouvent dans le même hôtel dans des chambres côte à côte. Mais ne pouvant plus être séparés l'un de l'autre, ils ouvrent au même moment la porte qui sépare leurs chambres, s'embrassent et font l'amour. Après ça, William lui avoue qu'il était à Genoa tout le temps qu'on le cherchait, qu'il est le véritable donneur de Delia et le pacte que Victor lui a forcé à passer. Victoria tombe des nues.
William et Victoria rentrent ensemble à Genoa le jour de Thanksgiving. Dans l'avion, William est excité à l'idée de pouvoir serrer sa fille contre lui alors que Victoria est de plus en plus en colère contre son père. Un moment donné, il lui avoue qu'il a rencontré une fille en Birmanie mais Victoria l'arrête en lui disant qu'elle ne veut pas entendre la suite puisqu'elle sait qu'il l'aime et qu'ils pourront faire table-rase du passé ensemble. Ils arrivent juste à temps au dîner de Thanksgiving chez les Chancellor. Tout le monde est fou de joie et soulagé de le revoir, Cordelia court dans les bras de son père, plus qu'heureuse qu'il soit là. Cependant, William et Victoria ont la mauvaise surprise de voir Victor dans le salon. Après que celui-ci se soit défilé, William explique à ses proches ce qu'il a vécu, hormis le pacte avec Victor. Quant à Victoria, elle confronte son père le lendemain, démissionne de chez Newman Entreprises en lui disant que tout est fini entre eux désormais. Soudain, elle aperçoit sa mère, de retour en ville aussi ce jour-là, et lui saute dans les bras. Peu après leur retour, William et Victoria reçoivent l'officialisation de leur divorce le 28 novembre. Ils se promettent alors de se remarier. Parallèlement, Victoria se lance dans un nouveau projet, créer son entreprise avec Nick.

### Nikki, impliquée dans le meurtre de Diane
Très vite après le retour de Nikki, Ronan la soupçonne d'avoir tué Diane. En effet, Nikki a disparu le fameux soir de sa mort et est retourné au centre le lendemain mais elle est incapable de dire ce qu'elle a fait ce soir-là. Peu après, on découvre qu'elle est toujours alcoolique et ivre, elle avoue à Victor qu'elle a tué Diane. Juste après, Ronan arrive avec un mandat d'arrêt pour arrêter Nikki mais Victor lui dit qu'il est le meurtrier de Diane. Il demande à Adam de dire qu'il l'a vu tuer Diane dans le parc, ce qui rend son aveu d'autant plus convaincant, en échange de sa place de PDG de l'entreprise. Peu après, Adam confronte Nikki en lui disant qu'il se doute que Victor s'est constitué prisonnier pour la protéger mais qu'il ne dira rien puisque la police le découvrira. De plus, il lui dit qu'il compte prendre la place de Victor pendant son absence. C'est pourquoi Nick décide réintégrer l'entreprise pour barrer la route à Adam et donc met en parenthèses son projet avec Victoria. Le 9 décembre, Nikki finit par se souvenir de son aveu à Victor. Elle demande alors Deacon ce qu'il a vu dans le parc et celui-ci lui avoue qu'il a vu Victor et une autre personne tuer Diane. Au même moment, Victor passe devant la juge. Il plaide coupable mais avant qu'elle rende sa sentence, Ronan intervient et dit que des zones d'ombre demeurent dans cette affaire et l'amènent à penser que Victor n'a pas tué Diane. La juge refuse alors les aveux de Victor et reporte son jugement à une date ultérieure. Nikki se rend tout de suite après à la prison pour lui dire qu'elle sait tout mais Victor, qui veut la protéger, lui ordonne de s'en aller. Elle retourne au ranch, dépitée, boit et pleure dans les bras de Deacon dans lesquels elle finit par s'endormir. À son réveil, Deacon lui avoue que ce sont Victor et Victoria qui ont tué Diane et qu'elle a essayé de la sauver, d'où le sang sur ses vêtements ce soir-là. C'est alors qu'il lui fait du chantage : soit elle le suit à Las Vegas pour se marier ou il les dénonce à la police. Pour protéger sa famille, elle décide de le suivre. Deacon la force à poser avec lui pour prendre des photos de mariage qu'il fait publier dans un magazine. En apprenant la nouvelle, Victoria & Nick comprennent que c'est leur mère qui a tué Diane et que leur père s'est dénoncé pour la protéger. Pour en avoir le cœur net, elle confronte sa mère. Celle-ci lui dit alors de ne pas s'en faire, qu'elle et Victor la protège et que personne se saura jamais qu'elle a tué Diane. Choquée, Victoria lui jure qu'elle n'a pas tué Diane. Nikki, abasourdie, comprend que Deacon l'a menti. Au même moment, Nick l'appelle et lui apprend que la juge va accepter les aveux de Victor. Les minutes qui suivent, elle rend son jugement et le condamne à 25 as de prison. Adam fait venir le conseil d'administration de Newman Entreprises pour élire le nouveau PDG de l'entreprise. Grâce à Tucker et au fait que des membres du conseil aient vu Nick s'en prendre à Deacon au Gloworn l'accusant de profiter de sa mère, Adam est élu PDG.

### De son troisième mariage avec William ...
Après avoir vu Lucy & Phyllis au marché de Noël, Victoria se rend compte à quel point un enfant manque dans sa vie. Alors, avec William, ils décident d'adopter mais légalement cette fois-ci et s'inscrivent dans une agence d'adoption. Le 24 décembre (épisode diffusé en France en avril 2015 sur TF1), a lieu le mariage de Chloé & Kevin. Mais alors que tout le monde attend Kevin, celui-ci appelle Chloé et lui dit qu'il annule le mariage car il a besoin de temps pour réfléchir. Chloé, le cœur brisé, lui dit qu'elle comprend et qu'ils auront une discussion à son retour. Victoria annonce la mauvaise nouvelle aux invités. Pendant ce temps, William demande à Chloé s'il peut épouser Victoria étant donné qu'il voulait la redemander en mariage. Chloé accepte et demande à Victoria d'accepter la demande de William en lui disant que ça lui ferait très plaisir. Alors, William et Victoria se remarient avec Chloé comme demoiselle d'honneur. Elle leur fait aussi cadeau de sa lune de miel, qui a lieu en Jamaïque ironiquement, là où ils se sont mariés la première fois. Durant leur lune de miel, ils revoient le couple qu'ils avaient rencontré en Jamaïque avec un enfant, ce qui les attriste. En même temps, William est tourmenté car des souvenirs de sa rencontre avec Chelsea sur la plage en Birmanie lui reviennent. Mais ils interrompent leur lune de miel quand l'agence d'adoption les informe qu'une mère a retenu leur profil et accepte de leur donner son bébé.

### ... à l'arrivée de Chelsea
Arrivés chez eux le soir du réveillon, une femme se présente sur le pas de leur porte et demande à voir Liam. William la reconnaît : c'est Chelsea. Il la présente à Victoria en lui disant que c'est à cause d'elle qu'il s'est retrouvé en prison car c'est elle qui l'a piégée avec la drogue. Chelsea nie tout et annonce à Victoria qu'il l'a violée avant de leur montrer son ventre rond en leur disant qu'il est le père du bébé. Ils n'en reviennent pas. William avoue qu'il a dansé avec elle dans le bar et qu'il l'a même embrassé en pensant que c'était Victoria. Ensuite, il dit que Chelsea a drogué sa boisson et que le lendemain, il s'est réveillé entouré de policiers avec de la drogue dans son sac. Mais il affirme à Victoria qu'ils n'ont pas couché ensemble. Chelsea leur propose alors de faire un test ADN pour prouver ce qu'elle dit mais William refuse car pour lui, il ne s'est rien passé. Mais après son départ, il avoue à sa femme qu'il n'a pas de souvenir de cette nuit mais que même s'il a couché avec elle, jamais il n'aurait pu la violer. Victoria le croit mais réalise qu'il n'y aura plus d'adoption maintenant. Cependant, elle se demande comment elle a pu le retrouver en sachant qu'il ne lui a même pas donné son vrai nom. C'est alors qu'ils comprennent que c'est Victor qui l'a envoyé ici pour les séparer. Les jours qui suivent, Chelsea commence à se pavaner dans la ville avec son gros ventre et dit à qui veut l'entendre, dont Adam, qu'elle porte l'enfant de William, ce qui l'agace très vite. Alors quand elle débarque au Jimmy's, alors qu'il y passe la soirée avec Victoria et des amis, et montrent à plusieurs personnes (comme Chloé, Danny, Eden, Cane..) son ventre, William s'emporte contre elle et lui dit qu'il va lui réserver une chambre d'hôpital le soir même pour faire le test ADN. Le lendemain les résultats tombent : William est bien le père du bébé. Après ça, William décide de discuter calmement avec Chelsea puisqu'elle avait raison après tout. Elle lui avoue qu'elle s'amusait à piéger les touristes comme lui en Birmanie mais que contrairement aux autres, lui, lui plaisait beaucoup. Donc, elle l'a drogué et a couché avec lui de son plein gré. Elle ajoute qu'elle ne changera jamais sa version quand soudain William lui montre un appareil enregistreur. Il l'a piégé, a enregistré leur conversation et la fait écouter à Victoria. De cette manière, elle ne peut plus rien prétendre. Chelsea lui dit plus tard qu'elle accepte de s'en aller à condition qu'il lui donne 3 millions de dollars. Mais William refuse parce qu'il a un autre plan avec Victoria : faire en sorte que Chelsea renonce à ses droits parentaux une fois l'enfant né de manière à pouvoir l'élever avec Victoria. Alors quand ils la surprennent au Jimmy's en train de commander une bière, ils l'arrêtent de suite et lui propose de venir vivre chez eux, dans l'appartement de leur garage afin qu'ils puissent la surveiller. Pas très enchantée au début, elle finit tout de même par accepter. Après son installation, elle se montre plus gentille. William et Victoria pensent alors qu'elle commence à s'ouvrir à eux mais en réalité, Chelsea les berne. Derrière leur dos, elle passe un appel à quelqu'un en lui disant qu'ils sont tombés sur des bons pigeons et qu'ils seront bientôt riches.
Chelsea commence à se montrer vicieuse, en posant des questions indiscrètes à Victoria sur les démêlés de sa famille avec la justice ou en revenant sur le fait que ni elle ni William n'aient la garde de leur enfant. De plus, elle rappelle constamment à Victoria sa stérilité et notamment lorsqu'elle passe l'échographie du 6e mois quand la gynécologue pense qu'elle est leur mère porteuse. Durant cette échographie, William, Victoria et Chelsea découvrent qu'elle attend un garçon. Chelsea se rend assez vite compte qu'elle ne pourra séparer William et Victoria alors le 2 février, elle leur annonce qu'elle souhaite qu'ils élèvent son enfant après sa naissance. Mais juste après, sa mère Anita débarque, prétextant être à sa recherche et stupéfaite de la voir enceinte. Elle s'excuse auprès de William et Victoria en disant que le père de Chelsea et elle-même, missionnaires, ne l'ont pas élevé comme ça. Elle est prête à partir avec elle mais les Abbott, qui doutent de sa sincérité, lui demandent de s'installer avec Chelsea afin de pouvoir la surveiller. En même temps, William demande à Paul d'enquêter sur elle. Peu après, Anita se rend chez Victor pour lui réclamer de l'argent mais il la fait jeter hors du ranch en lui rappelant qu'elle a un téléphone pour l'appeler. Cependant, Anita perd sa boucle d'oreille sans s'en rendre compte. Au même moment, Chelsea ressent des contractions, William et Victoria l'amènent à l'hôpital. Anita les rejoint et Nikki, également présente, constate qu'il lui manque une boucle d'oreille. Elle la retrouve dans le salon de Victor et comprend qu'il est impliqué dans l'arrivée des Lawson à Genoa. Paul découvre qu'Anita est une arnaqueuse impliquée dans de nombreuses affaires qui utilise une douzaine d'alias comme Amelia Larson et Anita Bennett. Quant à Chelsea, il découvre qu'elle aide à sa mère à réaliser ses arnaques depuis l'âge de 10 ans. Après qu'Anita eut avoué que c'est bien Victor qui les a fait venir à Genoa, Chelsea révèle à Victoria qu'elle a rencontré son père en Birmanie alors qu'il faisait libérer William. Elle lui a confié qu'elle a couché avec William avant sa détention et ils ont gardé le contact. Ensuite, elle a découvert qu'elle était enceinte et elle l'a appelé. C'est alors que Victor les a fait venir à Genoa avec sa mère en leur promettant beaucoup d'agent si elle arrivait à briser son mariage avec William. Avec toutes ces révélations, William met Anita dehors et laisse le choix à Chelsea de suivre sa mère ou de rester chez eux. Chelsea, qui ne veut pas utiliser son bébé pour gagner de l'argent, préfère rester. Ensuite, elle accepte de signer les papiers relatifs à la garde du bébé avant sa venue après que les Abbott lui aient garanti qu'elle ferait partie de sa vie tout de même. De plus, ils lui promettent de l'aider financièrement après la naissance du bébé pour qu'elle rebondisse et que son fils soit fier d'elle.

### Beauté de la Nature
Après qu'Adam eut vendu Beauté de la Nature, Geneviève en est devenue la nouvelle propriétaire. Victor tente alors plusieurs fois de la convaincre de lui revendre l'entreprise mais elle refuse. Il lui propose même de l'aider à diriger au mieux l'entreprise en lui donnant des conseils avisés, pour bien sur ensuite la récupérer mais Geneviève n'est pas dupe et refuse encore. Elle veut faire prospérer l'entreprise par elle-même et pour ce faire, fait appel à la personne qui la connaît le mieux : Victoria. En effet, elle lui propose d'en être la PDG. Victoria accepte, au grand dam de Victor, qui l'accuse de lui faire face sur le plan professionnel pour se venger de ce qu'il lui a fait sur le plan personnel. Ensemble, elles se lancent dans une course avec Jabot pour remporter un contrat d'exclusivité avec l'entreprise japonaise la plus influente, Mitsokushi. Cependant, Victoria se retire puisqu'elle a été mêlée à un scandale avec cette entreprise justement quelques années plus tôt et encourage Geneviève à instaurer une relation de confiance avec Mitsokushi. Mais celle-ci préfère demander de l'aide à Victor, qui a aussi décidé de créer une nouvelle ligne de cosmétiques, Newman Cosmetics, à laquelle il souhaite placer Sharon & Nick à la tête. Mais, les membres du conseil d'administration de Newman Entreprises refusent que Sharon dirige cette nouvelle filiale à cause des nombreux scandales auxquels elle est mêlée et à cause de son manque d'expérience. Cependant, Geneviève fait alors sen sorte que l'un de ses employés, également membre du conseil d'administration de Newman Entreprises vote pour la création de cette nouvelle filiale. En échange, elle demande à Victor de lui donner des informations sur la manière dont elle peut remporter le contrat avec Mitsokushi, bien que Victoria lui ait dit de ne pas lui faire confiance.
Geneviève demande à Victoria de la remplacer à un rendez-vous d'affaires pendant qu'elle s'en va au Japon. Ensuite, Victor la rejoint et ils déjeunent ensemble. Pendant qu'il s'absente, elle fouille dans sa mallette, trouve le numéro de Kaito Yoshida, un contact de Victor sur place et prend rendez-vous avec lui. Cependant, Jill & Ashley envoie Cane en rendez-vous avec le même homme et avant qu'ils se rencontrent, Jack l'appelle pour lui dire qu'il est en fait un agent du gouvernement américain infiltré dont le but est d'arrêter tous les entrepreneurs ayant recours à des pots-de-vin. Alors, Cane ne se présente pas à son rendez-vous avec lui mais quand il voit sa mère avec lui, il interrompt leur rendez-vous en faisant semblant d'être ivre avant que Geneviève prévoie de verser des pots-de-vin à Yoshida. Ainsi, Beauté de la Nature et Jabot laissent le champ libre à Newman Cosmetics : Nick & Sharon arrivent, Sharon part en entretien avec Yoshida et réussit à garder le contrat avec Mitsokushi notamment grâce au fait qu'elle était auparavant la porte-parole de la filiale.

### La naissance de Johnny
Peu après, William s'en va à Los Angeles après qu'on lui eut proposé de faire une émission sur Restless Style. Il y reste plus longtemps que prévu afin de tourner l'épisode pilote. Abby se porte alors volontaire pour aider Victoria à garder un œil sur Chelsea. Cependant, cette surveillance quotidienne finit par le peser. Le 9 avril, elle décide d'aller voir Adam pour déjeuner avec lui, ce qui lui permet de se changer les idées. Mais en partant, elle oublie son portable. Adam le lui rapporte le soir-même et soudain Victoria, catastrophée de le voir chez elle, lui ordonne de s'en aller et interdit Chelsea de le revoir pour la sécurité du bébé. Celle-ci s'énerve, mécontente que Victoria veuille diriger sa vie, et remet en question le choix qu'elle a fait par rapport au bébé avant de s'enfuir. Adam, Abby et Victoria se mettent à sa recherche. Sachant qu'elle aime aller seule au lac Concorde pour réfléchir, il décide de fouiller à cet endroit et découvre que Chelsea est tombée dans le lac gelé. Il réussit à la sauver, en risquant sa propre vie, et l'emmène dans la cabane près du lac pour qu'elle se réchauffe. Mais le bébé commence à arriver et ils n'ont pas le temps d'aller à l'hôpital. Adam la rassure et l'aide à accoucher de son garçon. Pendant ce temps, William rentre chez lui et trouve la maison vide. Abby l'avertit de ce qui s'est passé. Il lui dit alors qu'elle pourrait être au lac Concorde puisque c'est un endroit où elle aime aller. Quant à Victoria, elle demande de l'aide à son père qui envoie un hélicoptère à la recherche de Chelsea. À la cabane, Chelsea tombe en hypothermie. Adam place le bébé dans ses bras et appelle les secours, s'assurant qu'elle sera entre de bonnes mains, avant de s'en aller. L'hélicoptère de Victor localise la cabane, Victoria trouve Chelsea complètement groggy avec le bébé dans les bras puis arrivent William et Abby.
Chelsea et son fils sont transportés à l'hôpital. Elle reprend conscience assez vite mais ne sait plus ce qui s'est passé. Quand William et Victoria lui demandent si elle compte toujours leur donner le bébé, Chelsea réplique qu'elle veut voir son fils avant de prendre quelconque décision. Elle prend alors conscience qu'elle aurait voulu le garder mais qu'elle ne peut plus désormais et lui dit au revoir. Elle renonce à ses droits parentaux sur le bébé et après maintes hésitations, William et Victoria décident de l'appeler John, en mémoire de son grand-père. Adam vient ensuite la voir dans sa chambre et elle réalise que c'est lui qui l'a sauvée de la noyade et qui l'a accouché. Elle le remercie mais il lui demande de ne le dire à personne. Finalement, elle dit la vérité à Victoria après qu'elle s'en fut encore prise à lui alors qu'il était devant la nurserie en train de regarder John. Quelques minutes plus tard, Victor lui rend visite. On découvre alors qu'il a envoyé Chelsea en Birmanie, à la base, pour qu'elle séduise William et prenne des photos compromettantes d'eux deux après avoir drogué sa boisson avec une drogue qu'il lui a donnée. Mais comme elle a échoué et est tombée enceinte alors que ça ne faisait pas partie du plan, il lui propose de quitter la ville en échange d'argent. Nikki entend toute leur conversation et finit par le quitter.
William et Victoria sont bien obligés d'accepter qu'Adam ait changé. Ils le remercient pour ce qu'il a fait. Le lendemain, ils organisent une fête pour la sortie de l'hôpital de John, qu'ils surnomment Johnny. Avant que la fête ne débute, Adam avoue à Victoria que leur père a payé et envoyé Chelsea en Birmanie pour briser son couple. La fête se passe bien jusqu'à ce que Victor débarque. William met fin à la fête, demandant aux invités de partir. Victoria confronte son père par rapport au plan qu'il a élaboré du début à la fin pour la séparer de William, le met dehors et lui ordonne de ne plus jamais revenir. Peu après a lieu l'audience pour que Victoria puisse adopter Johnny et Chelsea, avec le soutien d'Adam, renonce officiellement à ses droits parentaux sur lui. Mais à leur grande surprise, William et Victoria constatent que Chelsea ne quitte pas la ville après. Inquiets de savoir qu'elle peut chercher à reprendre son fils, ils lui proposent de l'aider financièrement. Chelsea comprend tout de suite qu'ils veulent qu'elle parte mais elle leur fait comprendre qu'ils n'ont rien à craindre, qu'ils peuvent vivre tranquillement avec Johnny et que son but désormais est de devenir une personne meilleure avec Adam à ses côtés.

### L'émission sur Restless Style
En mai 2012, Sharon et Victor se mettent officiellement en couple, ce qui dérange beaucoup de monde et pour commencer Victoria. Elle critique Sharon et la pique en lui disant qu'elle n'est que la distraction du moment de son père. De rage, celle-ci lui annonce qu'elle a couché avec William la veille de son mariage avec Chloé. Victoria confronte William qui lui dit que c'est vrai mais que c'est du passé et que ça n'a jamais été sérieux entre eux. Cependant, pour se venger, elle le dit à son père, qui va alors se montrer très froid envers Sharon pendant plusieurs jours. Il lui demande même de s'en aller sans explication. Sharon finit par comprendre ce qu'a fait Victoria et elle-même confronte Victor pour tout lui expliquer. Ils se réconcilient et couchent ensemble. William s'en va de nouveau à Los Angeles pour signer avec la chaîne qui a accepté de diffuser l'émission sur Restless Style. Durant son absence, Chelsea & Adam lui apprennent qu'ils vont se marier. Elle n'en revient pas et se montre très agressive quand ils lui apprennent la nouvelle par peur qu'ils ne s'allient pour lui enlever Johnny. Quand William revient, elle lui annonce ce qui est pour elle une mauvaise nouvelle.
Peu après, Phyllis est arrêtée pour tentative de meurtre sur agent fédéral (Christine Blair) en 1994, ce qui retarde la diffusion de l'émission sur Restless Style. Alors qu'elle comptait justement utiliser le magazine pour se défendre, William est contraint de la virer car les producteurs de Los Angeles le menacent d'annuler l'émission si elle reste dans l'équipe du magazine. Elle accepte son renvoi et lui demande de ne rien écrire sur l'affaire en contrepartie mais il lui annonce qu'elle fera bien la couverture du prochain numéro et qu'on parlera d'elle dès le pilote de l'émission. Quand Nick apprend ça, il se rend dans les locaux du magazine et donne un coup de poing à William. Celui-ci apprend ensuite que des caméras ont été placées dans les locaux et que par conséquent elles ont filmée son altercation avec Nick. Malgré tout, William décide d'inclure cette scène dans la bande-annonce de l'émission. Avery réussit alors à obtenir une mesure de non-publication de la scène dans l'émission auprès d'un juge.
Le 3 août 2012, son frère Jack épouse Nikki. En même temps, Victor épouse Sharon à bord de son jet pour Las Vegas et fait filmer leur mariage. Il envoie la vidéo à William pour qu'il la poste en ligne. Victoria lui demande de ne pas le faire car cela ruinerait le mariage de sa mère. William attend donc la fin de la cérémonie pour la poster en ligne, ce qui fait l'effet d'une bombe. Mais le soir même, Victor disparaît mystérieusement. Sharon, croyant qu'il l'a abandonné quelques heures après leur mariage pour retrouver Nikki, se rend ivre au manoir Abbott à sa recherche. Elle fait un scandale et Nikki finit par la pousser dans la piscine. Le lendemain, l'émission sur Restless Style est retransmise en direct avec Chloé & Abby en tant que commentatrices. Elle rencontre un gros succès car William descend Phyllis dans son émission (Rafe a réussi à lever la mesure de non-publication lancé par Avery) et Abby se moque ouvertement du mariage de son père avec Sharon. À la fin de l'émission, William dit aux téléspectateurs qu'il leur révèlera une grosse information sur Phyllis dans la prochaine émission. Il avoue, en rentrant chez lui, à Victoria qu'il n'a rien sur elle en fait et qu'il a menti pour faire monter l'audimat. Il se met alors à chercher quelque chose de croustillant sur Phyllis pour ne pas perdre toute crédibilité lors de la deuxième émission.

### Victoria et Billy se remarient pour la3efoiset adopte Johnny
Ils se remarient en décembre 2011. Billy et Victoria reviennent de leur lune de miel, Chelsea Lawson arrive à Genoa City et annonce qu'elle est enceinte de Billy. Chelsea demande à Billy trois millions de dollars. Elle donne plus tard naissance à un garçon, Johnny, mais donne à Billy la garde de leur fils. Victoria décide de rester avec Billy et l'aider à élever l'enfant.
Plus tard, Victoria revient à Newman Entreprises pour tenter de sauver la destruction de Sharon.

### Victoria est enlevée
Lors d'un voyage à Miami en novembre 2012, elle est enlevée par Eddie G., qui exige que Billy rembourse une dette d'un jeu comme une rançon. Eddie est abattu en face d'elle, et elle est finalement sauvée par son frère Nick. Billy retombe plus tard dans sa dépendance au jeu et le couple se sépare. Victoria décide à nouveau de se réconcilier avec Billy et continuer leur mariage.

### De la mort tragique de Cordélia à la trahison de William
Le 14 octobre 2013, Cordelia est tuée par Adam Newman dans un accident de voiture. Dévasté par cet accident, William commence à perdre pied et à s'éloigner petit à petit de Victoria et Johnny. En novembre 2013, il rencontre Kelly Andrews lors d'un groupe de soutien de deuil. Les deux parents se trouvant des points communs, ils se rapprochent et deviennent même amis, ce que Victoria trouve bénéfique pour William. Parallèlement, ce dernier discute régulièrement dans un forum avec une personne anonyme de la mort de sa fille (qui s'avère être en réalité Adam). Le jour de la Saint-Sylvestre, Kelly est triste de passer le réveillon seul, William la réconforte et les deux finissent par coucher ensemble. Cependant, William regrette vite son acte avec Kelly et rentre chez lui sans en parler à Victoria. Fin janvier 2014, Genoa apprend la vérité sur l'accident qui a causé la mort de Cordélia. William part affronter Adam avant que ce dernier disparaisse de Genoa. Le jour de la Saint-Valentin, une prise d'otages à lieu à l'Athletic Clib, causé par Richard Womack, un criminel et ancien ami de Carmine Basco. William se reçoit une balle dans le torse. Croyant arriver sur le chemin de la mort, il finit par avouer la vérité à Victoria. Cette dernière, se sentant humiliée, frappe Kelly et le quitte publiquement.

### Relation avec Stitch Rayburn, Victoria enceinte et naissance de Katie Abbott
- Victoria, qui a récemment appris les déboires de son mari, prépare les documents du divorce rapidement et chasse William de leur maison. Un soir, elle croise William et Kelly au Parc Chancellor. Mal à l'aise, elle finit par se rendre à l'Underground, où elle rencontre Benjamin (Ben) Rayburn, surnommé Stitch. Ce dernier, qui s'est fait larguer par sa femme qui détient la garde exclusive de son fils Max et Victoria, qui a largué William, racontent leurs problèmes respectifs et sous l'emprise de l'alcool, finissent par faire l'amour. Quelques semaines plus tard, elle apprend être enceinte. Ceci est un miracle pour Victoria, qui pensait ne plus jamais retomber enceinte après une fausse couche survenue en septembre 2010. Cependant, ayant eu une relation sexuelle avec Stitch, mais aussi avec William un peu plus tôt, elle se demande qui pourrait être le père de l'enfant. William, méfiant envers Stitch, se rend à Melbourne, en Australie, accompagné de Chelsea. Sur place, ils se font passer pour des journalistes et interrogent Jenna Kieran, l'ex-femme de Stitch, au sujet de son ex-mari. Mais cette dernière finit par les mettre à la porte et n'obtiennent quasi aucune réponse de sa part. Victoria finira par apprendre que son ex est parti en Australie chercher des réponses au sujet de Stitch, ce qui renforce l'envie de Victoria d'élever le futur bébé avec Stitch. Leur relation amoureuse prend une tournure brutale lorsqu'elle apprend la vérité à son sujet : le véritable nom de Stitch est Benjamin Russell et ce dernier a changé d'identité car il a assassiné son père à l'âge de 18 ans, le père de famille étant violent avec sa famille. De plus, le véritable Benjamain Rayburn, ancien camarade de Stitch à l'époque, a trouvé la mort à peu près à la même époque. Victoria, qui avait fait faire un test de paternité, décide finalement de ne pas savoir qui est le père après ces révélations.
- Un soir, Stitch croise Victoria au Parc Chancellor avec la cheville foulée. Hésitant au départ à l'aider, il finit par venir la voir et pour aussi avoir également une discussion au sujet des récentes révélations. Sur le point de tout expliquer sur le meurtre de son père, Maureen Russell, la mère de Stitch, intervient. Victoria apprend très vite la vérité sur le meurtre du père de Stitch, et confronte Maureen. Cette dernière finit par avouer qu'elle a tué son mari Richard Russell et que Stitch s'était porté responsable pour protéger sa mère et il allait purger une peine moins longue, puisqu'il était mineur. Victoria refuse de laisser ce fardeau à Stitch et souhaite dénoncer Maureen. Cette dernière poursuit Victoria des locaux de Jabot jusqu'au parking souterrain. Elle finit par enfermer Victoria dans un placard. Maureen vole le portable de Victoria et son sac à main qu'elle jette dans une poubelle. Victoria passe la nuit enfermée et commence à avoir des contractions. Stitch finit par la retrouver en retrouvant sa mère au sol et après explications il appelle une ambulance, mais le travail a déjà commencé. Stitch fait accoucher Victoria d'une petite fille le 14 novembre 2014, également le jour de l'anniversaire de Victoria (épisode diffusé en France le 22 septembre 2017 sur TF1). Victoria et sa fille finissent par se rendre à l'hôpital, où elles sont prises en charge. Cependant, Stitch et William s'interrogent toujours sur la paternité de la petite. Le 1er décembre tombe les résultats du test ADN ou il est prouvé que William est le père de l'enfant. Ils décident de l'appeler Katie "Katherine" Rose Abbott-Newman, en hommage à Katherine Chancellor.

### Fusion de Newman-Jabot et retour d'Adam à Genoa
- Après la naissance de Katie et la révélation sur sa paternité, Stitch et Victoria restent malgré tout ensemble, malgré le fait qu'il ait secrètement couché avec Ashley. Il prend également ses distances mais reste avec Victoria. En avril 2015, Abby, menacée et suivie, est protégée par Stitch. Ils tombent rapidement amoureux peu après que Stitch et Victoria se séparent. De même, William, qui a récemment appris que Chelsea l'a trompé avec Gabriel Bingham, la quitte en annulant son mariage en cours et en humiliant Chelsea. Il se rapproche de Victoria. À la même période, Victor annonce qu'un accord a été conclu entre lui et Jack afin de fusionner Newman Entreprises et Jabot Cosmétiques, au grand étonnement de tout le monde. Victoria entre en conflit avec Ashley, surtout lorsque Gabriel prétend être le fils biologique de Jack, avec un test ADN, qui est prouvé plus tard que c'est faux. Lorsque Jack se fait tirer en juin 2015 au Parc Chancellor, Victoria ment et couvre son père. Elle accuse Gabriel d'être responsable de la situation de Jack, ses accusations se confirment lorsqu'une arme est retrouvée dans l'appartement de Chelsea.
- En septembre 2015, un virus, appelée Projet Paragon, mis en place secrètement par Adam avec la complicité de Ian Ward pour se venger de Victor, affecte les données de Newman, mais aussi de Jabot. Voyant que le virus affecte beaucoup de données et avec une perte du contrôle, Adam tente d'arrêter mais Ian Ward, voulant tenir sa vengeance, refuse. Finalement, le 2 octobre (épisode diffusée en France le 10 août 2018 sur TF1), la vérité sur Adam éclate au grand jour et William, puis Victor, partent le confronter. Adam est finalement arrêté et le 23 octobre, il est condamné à 10 ans de prison ferme. Au moment de se rendre au fourgon, Adam se fait renverser par une voiture (par Chloe) et est conduit  l'hôpital. Le soir d'Halloween, un violent incendie est déclaré à la Tour Newman et Adam s'échappe pour sauver les autres et particulièrement, sa famille, il est ensuite incarcéré. Victoria se remet avec William, mais ce dernier, obsédé par la vengeance, se remet à jouer et à boire, et Victoria décide par la suite de rompre avec William en apprenant sa dépendance et sa déchéance à l'alcool et aux jeux d'argent.
- Le soir du Nouvel An et du mariage de Stitch et Abby, William se rend au sous-sol de Newman Entreprises ou il croise un de ses "amis". Il se fait violemment frapper et tombe inconscient. Grâce à Marisa Sierras, William est amené à l'hôpital. Voyant l'état de ce dernier se détériorer, Victoria et les Abbott décident de le laisser partir, mais Jill refuse de voir mourir son fils. Miraculeusement, après un rêve qui retrace sa vie actuelle, William finit par se réveiller. Il jure à Victoria d'être devenu un homme nouveau et qu'il va essayer de faire des efforts pour elle et sa famille. Ils finissent par se fiancer cependant, elle apprend quelques semaines plus tard que William complote toujours avec Phyllis pour faire tomber Victor, elle finit par le quitter.

### La vérité sur l'enlèvement de Jack et relation avec Travis Crawford
- En mars 2016, Victoria tombe sur un disque incriminant Victor. Genoa apprend la vérité sur l'étrange fusion de Newman et Jabot l'année précédente et ce que Victor a commis envers Jack et le remplacement avec son sosie. Victor est finalement arrêté et mis en garde à vue mais sur place, il fait une crise cardiaque et est emmené à l'hôpital de Genoa. Il est confronté par sa famille (sauf Summer et Adam). Victor est ensuite libéré sous-caution et chasse Nikki et Victoria de chez Newman. Finalement, Victor est condamné à 10 ans de prison ferme et l'ensemble des Newman, même Adam, votent pour Victoria concernant la place de PDG.
- Victoria apprend un peu plus tard que William vient d'acquérir Pêche d'Enfer et qu'il lui a pris le projet "PassKey". Elle l'accable et l'insulte publiquement lors d'une conférence de presse. Elle apprend aussi que Jack et Phyllis étaient au courant et en veut à tout le monde, mais Summer avoue qu'elle a menti a Victoria pour protéger Phyllis. Victoria accepte tout de même de conclure un accord avec Jack : Pêche d'Enfer serait développé par Jabot et les deux actionnaires partagent leurs bénéfices. Jack accepte, à condition que William soit retiré de la course. Victoria espère également qu'elle et William puissent se remettre ensemble, mais ce dernier dit que cela n'arrivera plus jamais, justifiant avoir trouvé quelqu'un dans sa vie, sans justifier le fait qu'il parle en réalité de Phyllis.
- En mai 2016, Victoria fait la rencontre de Travis Crawford dans un bar, ou il est le propriétaire. Ils finissent par tomber amoureux très vite. Cependant, Victoria se fait passer pour une jeune femme nommée "Tori". Lorsque Travis a des problèmes financiers, Victoria se propose de l'aider, mais ne voulant pas être vu comme un homme en détresse, Travis refuse. Cependant, il apprend sa véritable identité et sa réelle activité et la confronte à ce sujet. Victoria lui explique que Travis n'est plus qu'un moyen d'échapper à ses problèmes. Travis finit par lui pardonner. De son côté, Victoria doit gérer la crise de la fuite de pétrole chez Newman. Toutefois, elle finit par apprendre que Travis a auparavant travaillé comme cadre à Wall Street et le confronte. Travis confirme cela, mais lui dit que c'est son ancienne vie et qu'il a changé, il lui affirme qu'il a voulu changer de vie volontairement et devenir libre, le travail lui prenait trop la tête et Travis voulait monter son propre business, ayant aucun rapport avec le monde du commerce, Victoria finit par lui pardonner en ayant de l'empathie. Un jour, Travis souhaite vendre son bar et le fait savoir à Victoria. Il loue un bateau et souhaite que Victoria et ses enfants partent avec lui. Elle refuse gentiment son offre et lui fait ses adieux. Mais Victoria se rend vite compte de son amour pour Travis et le rejoint sur son bateau, ils se réconcilient. Lorsque Victoria et Travis reviennent à Genoa, elle souhaite que Travis travaille chez Newman et les aide concernant la crise de la fuite de pétrole. Travis finit par avouer que Luca Santori est derrière la fuite de pétrole, ce dernier est licencié et incarcéré en prison. Travis est cependant engagé chez Newman.
- Mi-septembre 2016, Genoa apprend l'infidélité de Phyllis envers Jack et sa relation secrète avec William. Voulant préserver la réputation de sa famille et notamment celle de Johnny et Katie, Victoria interdit à William de les voir. Néanmoins, Travis n'est pas de cet avis et souhaite que William puisse voir ses enfants malgré cette histoire, Victoria accepte et deviens un peu moins froide envers William. Victoria apprend par ailleurs que le départ de Travis au sein de Wall Street n'était pas volontaire mais obligatoire. Elle apprend que Travis ne travaille plus là-bas dû à un licenciement. Travis lui explique qu'il a en effet effectivement couché avec Michelle, la femme de son patron, ce qui lui a coûté son départ. À partir de là, leur relation devient tumultueuse. Un soir, Victoria et Travis se disputent violemment à propos de William et Travis part de chez Victoria une soirée. Cependant, quelques jours plus tard, William finit par apprendre par Ashley que le soir ou Travis est parti, ce dernier a trompé Victoria avec Michelle. Il hésite à le dire à Victoria, mais constatant que la relation entre Victoria et Travis pourrait aller plus loin qu'une cohabitation amoureuse et afin d'éviter de la voir souffrir encore plus, William décide de dévoiler toute la vérité à Victoria. En l'apprenant, cette dernière blâme William de lui avoir gâché son bonheur. En croisant Travis, Victoria le confronte et ce dernier finit par avouer la vérité au sujet de cette soirée. Elle le chasse du domicile familial et s'excuse plus tard auprès de William en appréciant son geste. Travis tente de reconquérir Victoria à plusieurs reprises, mais elle confirme sa rupture définitive avec lui. Elle refuse également sa demande en mariage, justifiant le fait que sa tromperie est impardonnable. Travis finit par quitter la ville.

### Rapprochement entre Victoria et William et retour de Pêche d'Enfer
- Après le départ de Travis, Victoria et William se rapprochent de plus en plus. Ils finissent même par se remettre en couple, vivre ensemble et même se fiancer. Victor n'étant pas assez reconnaissant envers le travail de Victoria, elle décide de quitter Newman Entreprises, et reprend son entreprise cosmétique Pêche d'Enfer. De ce fait, elle engage William et Cane, et emménage dans les locaux de Jabot, au sein de l'ancien laboratoire d'Ashley. Elle engage aussi Jordan Wilde, un jeune photographe et Lily, en tant que mannequin et égérie de Pêche d'Enfer. En mars 2017, elle envoie Cane et Juliet à Tokyo pour signer un contrat avec le marché asiatique pour la ligne de parfum pour hommes. A leur retour, Cane propose à Victoria d'engager Juliet en tant que responsable des affaires commerciales mais Victoria refuse, dû au fait du manque d'expérience de Juliet dans ce domaine. Cependant, elle réussit à trouver un emploi pour Juliet chez Pêche d'Enfer, basée à Genoa City et l'engage.
- En avril 2017, Victoria apprend avec Nikki et Nick, que Victor est responsable de l'évasion d'Adam et que Chloé est sa meurtrière. Ils tournent chacun le dos à Victor mais décident de garder le secret. William remarque de son côté que Victoria le délaisse petit à petit et progressivement, dû au travail (et aux problèmes qu'elle a avec sa famille sans que William le sache), ce dernier sent qu'elle le rejette indirectement à chaque tentative de rapprochement, ce qui pousse William à s'éloigner petit à petit de Victoria et à se rapprocher de Phyllis. Il finit par se remettre avec Phyllis, ce qui ne manque pas de rendre jalouse Victoria.

### Déboires de Cane, comportement étrange et déchéance de Pêche d'Enfer
- En mai 2017, Victoria et toute l'équipe de Pêche d'Enfer se rendent à Los Angeles pour une négociation avec la ligue de hockey. De nombreux tournages et interviews ont lieu. Hilary, également présente, décide d'interviewer Lily en direct à la télévision. Puis vient la diffusion du making-of du tournage. Seulement, cette diffusion entraîne des retombées envers la ligue de hockey et Pêche d'Enfer car la seule scène diffusée est celle où l'on surprend William en train de parier avec des joueurs de hockey. Ce dernier affirme que c'est faux et demande à voir les images restantes, mais Jesse, le caméraman, affirme que les images ont disparu. Victoria, furieuse contre William ne sait pas quoi faire mais décide plus tard de partir à Toronto sous les conseils de Cane. À son retour à Genoa, Victoria convoque Cane, William et Juliet et leur annonce que le contrat a été sauvé mais que la ligue à ordonnée le renvoi de l'un d'eux. Juliet en paye les conséquences car la ligue la juge coupable de cette bêtise, Victoria la renvoie à contrecœur, a la déception de Cane, qui estime que seul William est fautif.
- Quelque temps plus tard, Juliet attaque Cane et Pêche d'Enfer en justice sous l'influence d'Hilary (voir Cane Ashby ou Hilary Curtis). Elle accuse Cane de harcèlement sexuel souhaiterait que l'entreprise lui verse une indemnité, ce que Victoria refuse car elle veut classer la plainte sans céder à quelconque demande d'argent de Juliet. Finalement, vu qu'aucun accord n'a été trouvé entre les deux parties, l'affaire part en instance judiciaire. Victoria fait appel à Michael pour les représenter. Afin de se préparer au procès, ils questionnent Cane sur ce qu'il s'est passé à Tokyo. Cane dit avoir passé la soirée avec Juliet mais nie avoir eu une relation sexuelle avec elle. Victoria et Lily, qui le croient innocent, continuent à le soutenir. Mais Victoria apprend par Leslie Michaelson (devenu Shelby à la suite de son mariage) que le contrat avec le marché asiatique qui a pu être signé à Tokyo était grâce à elle et non à Cane, qui a commis une offense au protocole japonais, rattrapé de justesse par Juliet. Ses actes non démentis par le principal intéressé seront perçus comme une trahison à l'égard de Victoria en sa personne. L'affaire est finalement jugée dans une cour d'audiences, où le mensonge de Cane le trahit à moitié puisque Leslie dévoile par surprise les vidéos de caméras de surveillance, qui prouve que Cane à bel et bien passé la nuit avec Juliet. En revanche, rien ne prouve que Cane a commis un acte de viol envers Juliet. L'audience est interrompue par Lily qui quitte la salle d'audiences. Après une dispute entre Lily et Juliet à l'Athletic Club, cette dernière s'évanouit et à l'hôpital, apprend qu'elle est enceinte de 13 semaines. Le test prouve que Cane est le père de l'enfant. N'ayant plus d'autre choix, Cane finit par avouer la vérité à Victoria sur ce qu'il s'est passé à Tokyo. Victoria n'a plus d'autre choix que de verser une indemnité à Juliet. Elle décide par ailleurs de virer Cane pour tous ses mensonges et ses trahisons.
- En juillet 2017 se déroule le concert de Nikki pour soutenir le projet de Victor de construire une école supérieure pour avancer les recherches sur la sclérose en plaques. Après le concert un peu mouvementé de Nikki au Parc Chancellor, les invités se retrouvent tous au Belvédère. Victoria, jalouse du fait qu'Abby excelle chez Newman et qu'elle s'attire les compliments de leur père, la confronte. S'ensuit une dispute ou Abby finit par jeter le contenu de son verre à Victoria, qui l'a fait tomber par terre un bref instant. Depuis cet événement, Victoria ressent plusieurs acouphènes lors de certaines discussions, qui l'empêchent d'entendre. Cet incident fait également que, Victoria devient assez étrange, moins patiente et notamment plus agressive envers les gens, ce que pas mal de gens ne comprennent pas, notamment lorsque Ashley et Ravi la surprennent en train de danser avec Benjamin Hochman, un investisseur qu'Ashley et Ravi avaient rencontrés plus tôt et qu'ils n'apprécient pas. Malgré la mise en garde d'Ashley envers Victoria concernant cet homme, cette dernière la rembarre brutalement et finit par coucher un soir avec Benjamin Hochman. Par ailleurs, Victoria et William ont découvert que Jesse, le caméraman, manigançait avec Cane et que par la faute de ce dernier, le contrat avec la ligue de hockey avait été compromis. Ils partent chez les Ashby tout avouer à Lily et confronter Cane, qui finit par avouer sa bêtise.
- Victoria, qui a récemment couché avec Benjamin Hochman, souhaite oublier cette soirée. Elle apprend que Nikki et Jack entretiennent une liaison, ce qui ne lui plaît pas. Lorsqu'elle apprend que Cane à l'intention d'être recruté chez Jabot, Victoria qui a appris le secret de Jack et qui comprend la menace de Cane, part dissuader Jack de l'embaucher en lui faisant du chantage. Jack accepte à contrecœur ce marché et décide de ne pas embaucher Cane. Ce dernier l'apprend et se tourne secrètement vers Benjamin Hochman, qui refuse tout d'abord de faire affaire avec lui, dû à ses récents déboires chez Pêche d'Enfer mais finit par revenir sur sa décision. Au moment où Victoria allait accepter que Benjamin investisse dans son entreprise, elle surprend le mot que Cane a laissé dans la table et confronte Benjamin et comprend qu'il tente de s'immiscer dans son entreprise en voulant engager Cane. Elle se dispute violemment avec lui dans les couloirs de l'Athletic Club, que Hilary surprend, filme et diffuse ensuite sur son émission, humiliant Victoria. Cane et Victoria, toujours en conflit, conseillent a leurs propres enfants de ne plus se voir. Victoria est moins intransigeante vis-à-vis de Reed, bien qu’elle conseille à son fils d'éviter de revoir Mattie. Cane, en revanche, lui est plus strict envers sa fille.
- Après avoir trouvé aucun investisseur, Victoria voit les ventes de son entreprise baisser, donc les bénéfices de Pêche d'Enfer.  En effet, l'entreprise n'a plus les fonds nécessaires pour financer la campagne Osons, ce qui fait que Lily et Jordan perdent leur travail. Jack ayant appris la baisse de gains financiers de la société concurrente, en profite pour augmenter le loyer de Pêche d'Enfer afin de pouvoir leur faire quitter l'établissement plus rapidement. Mais William et Victoria ne s'arrêtent pas là et tentent de remettre Pêche d'Enfer sur le marché. Grâce à un prêt de Neil, leurs bénéfices sont remis à flots et Pêche d'Enfer peut dès à présent reprendre ou ils s'étaient arrêtés. Ils réengagent Lily et Jordan. Afin de découvrir ce que leur concurrent principal (Jabot) prépare, William parvient à pirater leurs données via l'ordinateur de Phyllis et le mot de passe de Dina. Avec Victoria, ils découvrent que Jabot à l'intention de a fait l'acquisition d'un rachat de gamme de produits (Parker Beauté) et qu'ils ont l'intention de lancer Jabot Junior, une ligne pour les plus jeunes, assez similaire à la campagne Osons de Pêche d'Enfer. Ils décident de faire fuiter l'information sur le marché. Après leur petite "victoire", Victoria embrasse William sur le coup de l'émotion. William souhaite oublier leur baiser, mais Victoria, toujours amoureuse de William, tente de le faire douter de ses sentiments. Peu après une dispute de Victoria et Phyllis dans l'ascenseur, les deux femmes font une trêve avec William, bien que Victoria continue d'envoyer des piques en parlant de Johnny.
- Jack finit par découvrir que William est responsable du piratage du système informatique et lui tend un piège. Jack publie dans les données de Jabot de fausses informations qui déclarent que Jabot veut réduire les budgets de leur gamme homme pour les placer dans leur nouvelle gamme Jabot Junior. William tombe dans le panneau en se connectant une nouvelle fois dans l'ordinateur de Phyllis. Il propose à Victoria de pouvoir développer la gamme homme que Pêche d'Enfer à l'intention de sortir. Victoria réticente au début à l'idée de ce que pourrait causer la nouvelle que Jack a publiée, accepte de marcher avec William et tombe dans le piège de Jack avec lui. Finalement, Jack ressort vainqueur et Pêche d'Enfer voit une régression de leurs profits. Victoria tente de résoudre le problème, sans succès. Etant censé rembourser Neil et Devon, Victoria demande un peu plus de délai pour pouvoir les rembourser, ce que Neil accepte mais que Devon refuse, souhaitant aboutir plus rapidement au remboursement de Victoria. Lors de la présentation des masques du visage de Pêche d'Enfer dans l'heure d'Hilary, Victoria s'effondre en direct sur le plateau et part à l'hôpital. Après sa sortie de l'hôpital, Victor propose à Victoria de s'associer avec lui dans le but de renflouer son entreprise. William au départ d'accord avec Victor, devient très vite méfiant et encourage Victoria à décliner son offre. Victoria refuse l'offre de Victor, souhaitant prouver qu'elle n'a besoin de l'aide de personne. Mais cette dernière se rend vite compte que Pêche d'Enfer coule réellement à sa perte et le soir d'Halloween (diffusé en septembre 2020 en France sur TF1), après que William ait été sauvé par Jack de l'incendie de l'Underground en ayant sauvé Reed, Charlie et Mathilda des décombres (voir Nicholas Newman, Billy Abbott, Jack Abbott ou Cane Ashby), Victoria vire William après avoir appris qu'il est responsable de l'empoisonnement des masques qui l'a conduite à l'hôpital.

### Victoria de retour chez Newman et retour de J.T. à Genoa
- Début novembre 2017, Victor renfloue Pêche d'Enfer et permet à Victoria de couvrir ses pertes. Par ailleurs, elle revient chez Newman Entreprises. Victor, heureux de revoir sa fille au sein de l'entreprise familiale, tient à organiser une soirée qu'il place sous le nom d'Abby, pour son récent succès avec son application de rencontre, en réalité, Victor souhaite annoncer le retour de Victoria et de Pêche d'Enfer au sein de Newman. Le retour de Victoria rend mécontente Abby. Le soir de la fête en l'honneur d'Abby, Victor surprend tout le monde en annonçant publiquement le retour de Victoria chez Newman. Ils apprennent un peu plus tard que Zack Stinett, l'associé et petit-ami d'Abby, est un proxénète exploitant de jeunes femmes. Etant mis à découvert par la petite sœur de Tessa, Zack s'enfuit avec Abby (voir Sharon Newman ou Abby Newman) et Dina poignarde Nikki sur le bras, ce qui fait que tout le monde perd Zack et Abby de vue. Nikki est emmenée à l'hôpital et Genoa apprend la disparition d'Abby. Finalement, elle rentre à Genoa en compagnie de Scott Grainger après la mort de Zack.
- Cependant, à cause de la récente révélation de Crystal concernant Zack, Newman Entreprises doit gérer les autorités publiques et la presse. Afin d'éviter que Newman soit affaibli, Victor et Victoria préparent un discours et mettent Abby à la charge de ce discours, qui l'incrimine directement. En effet, Victor et Victoria souhaitent porter l'entière responsabilité à Abby, pour éviter que Newman soit affaibli. Abby, perdue, demande conseil à Scott, qui propose à Abby de changer son discours. Lors de la conférence de presse, Abby lit son propre discours et non celui que Victor et Victoria ont rédigé pour elle. Abby nie avoir été au courant des activités de Zack et lui donne l'entière responsabilité. Par la suite, elle donne sa démission à Victoria après une énième dispute mais elle finit par revenir lorsque Victor apprend sa démission. En revanche, Abby souhaite imposer ses conditions : ses ordres doivent venir uniquement de Victor et non de Victoria. Après réflexion, Victor finit par accepter.
- En décembre, Victor et Victoria souhaitent détruire en grande partie le Parc Chancellor pour y construire un terrain d'habitations et d'entreprises. Ils se cachent derrière une société immobilière nommée Alco. En apprenant cela, Nick et Nikki contrent-attaquent contre la société (sans savoir que c'est Victor et Victoria derrière cette société) en manifestant et en rassemblant Genoa lors des manifestations. Victoria apprend que Nick est contre la rénovation du Parc et en informe Victor, qui décide alors de faire une offre au maire de Genoa. Nick décide de faire de même avec l'aide de Devon. Cependant, leurs deux votes ne sont pas retenus par le maire car un acheteur anonyme a réussi à acquérir le terrain. Au même moment, Victor découvre qu'il a été victime de vol dans son compte bancaire et qu'un compte offshore à l'étranger a été créé où cet argent a été placé. En enquêtant sur le vol d'argent de Victor, Paul et Christine en profitent pour faire tomber Victor concernant le réseau de prostitution de Zack. Lorsque Victor engage quelqu'un afin de retrouver qui aurait pu commettre un acte frauduleux, il découvre que c'est J.T. qui va devoir l'aider.
- Victoria demande ensuite à J.T. quel est le but de son retour à Genoa, J.T. affirme qu'il a été missionné dans le but d'aider Victor à traquer l'identité du voleur, et que son passage à Genoa City est bref. En réalité, il a été missionné par Paul et Christine afin d'enquêter sur Victor et pour le faire tomber. Victoria finit par avouer à J.T. que c'est Nikki qui est responsable du vol d'argent de Victor et J.T. finit par garder l'information. Victoria avoue à Victor que Nikki est la responsable de la transaction à l'étranger. Victor décide de ne pas la punir mais il lui fait malgré tout du chantage : faire croire au public qu'ils ont renoué, ce que Victoria croit mais que Nick refuse de croire. Victor et Nikki renouvellent leurs vœux le jour du Nouvel An. Par ailleurs, depuis le retour de J.T, Victoria doit gérer les crises d'adolescences de Reed, qui ont remonté à la surface. En effet, fin décembre, J.T. apprend à Victoria, et également à Reed sa séparation avec Mac, ce qui enfonce encore davantage Reed, qui enchaîne bêtises par bêtises. Un soir, il quitte le domicile familial et se rend à une fête organisée dans une suite de l'Athletic Club, accompagné des jumeaux Ashby. Reed, dévasté par la nouvelle que lui a appris son père, commence a boire. Mattie propose à Reed de faire la fête ailleurs, en privé mais voyant que Reed commence à se saouler, annule son programme et lui propose de rentrer chez lui, avec un taxi, ce que Reed refuse. Ce dernier finit par partir en conduisant sa voiture, ivre. Afin de l'éviter de commettre un crime, Mattie contacte la police qui arrête Reed et le mettent en garde à vue après un contrôle routier. Après cela, Reed se voit confisquer son permis pendant 1 an et se voit faire des travaux d'intérêt général. Cette épreuve consolide et rapproche davantage Victoria et J.T., qui a prolongé son séjour à Genoa à la suite de la demande de divorce de Mac. Un soir, Reed fugue de chez lui après avoir entendu sa mère parler de l'éventualité de l'envoyer en pensionnat. Reed se réfugie chez Phyllis  et William, puis est amené de force par Nikki au Ranch Newman ou elle et Victor souhaitent lui apprendre la discipline, façon Newman. Victoria est d'accord avec ce changement, J.T. lui en revanche, est plus méfiant à l'idée que son fils puisse devenir comme Victor.
- Finalement, Victoria et J.T. finissent par se remettre en couple, ce qui est loin d'enchanter les Newman et William, jaloux de la proximité qu'il pourrait avoir avec Victoria et ses enfants. Reed finit même par revenir habiter avec ses parents. Cependant, le couple de Victoria et J.T. n'est pas au point fixe, puisque Victoria doit gérer son travail qu'elle ne lâche pas, ses enfants et notamment Reed, et son couple avec J.T, qui n'est pas clair. Fin janvier, lorsque Ashley perd l'arbitrage contre Jack, la sœur de ce dernier souhaite créer une entreprise cosmétique qui concurrencerait directement Jabot. Victor voit là une occasion parfaite d'anéantir Jabot, et engage Ashley secrètement. Cette dernière finit par accepter un poste qui n'existe pas chez Newman mais que Victor crée spécialement pour Ashley. De retour de voyages d'affaires, Victoria apprend cela et devient jalouse du fait qu'Ashley prenne sa place chez Newman. Elle soupçonne également Ashley d'un coup qu'elle pourrait préparer et propose à J.T., qui ne s'épanouit pas chez Chancellor, de travailler en tant que chef de sécurité chez Newman et d'essayer de traquer et trouver quelque chose pouvant incriminer Ashley sur ses plans.
- Jalouse de la prestation d'Ashley envers Victor. Victoria cherche à se débarrasser de sa "concurrente". Pour cela, elle s'allie avec Jack, qui cherche lui aussi à ce que Ashley quitte Newman, mais d'une façon plus délicate (il cherche à récupérer Ashley au sein de Jabot). Victoria "engage" J.T. pour qu'il puisse trouver des éléments pouvant incriminer Ashley, mais ce dernier ne trouve aucun élément contre elle. Au même moment, Ashley donne à Victoria des documents commerciaux et confidentiels de Newman. Afin de l'incriminer pour de bon, Victoria s'empresse de donner secrètement les documents à Jack qui les garde ensuite en sa possession. Victoria parle ensuite à Victor de ses soupçons concernant la loyauté d'Ashley envers Newman pour qu'il la vire définitivement. Victor charge J.T. d'aller enquêter. Le même soir, ce dernier s'introduit secrètement dans le bureau de Jack lorsque tout Jabot est vide, et trouve le dossier appartenant à Newman Entreprises. Victoria jubile en apprenant que Ashley peut être renvoyée avec ce dont on l'accuse mais Victor cherche tout d'abord à trouver des preuves contre une association secrète entre Ashley et Jack avant d'agir.
- Victor enquête et trouve des preuves qui montrent une collaboration secrète entre Ashley et Jack. Il annonce à Victoria et J.T. sa décision de retirer Ashley de Newman et en fait ensuite part à cette dernière. Ashley comprend tout de suite qu'elle a été piégée et que Victoria et Jack y sont mêlés. Abby, revenue de Paris, puis de Londres, apprend l'éviction de sa mère de chez Newman Entreprises et en parle à son père, qui a du mal à croire en l'innocence d'Ashley. Abby décide d'aider sa mère à trouver des preuves incriminant Victoria. Elle parvient à trouver rapidement une preuve : les derniers relevés téléphoniques de Jack. Ceux-ci indiquent que la plupart des appels récents ont été passées à Victoria. Abby s'empresse ensuite d'aller voir Victor, bien qu’Ashley refuse de l'entraîner dedans. Le lendemain, Victor, qui a découvert la vérité sur cette histoire, convoque Victoria. Cette dernière finit par avouer sa conspiration avec Jack dans le but d'éliminer Ashley de l'entreprise familiale. Victor ne sait pas trop quoi faire, malgré tout, il souhaite récupérer Ashley et ils se rendent dans le domicile familial des Abbott ou Victoria fait plus ou moins son mea-culpa envers Ashley, qui ne l'entend pas de cette oreille, doutant de la sincérité de Victoria. Victor souhaite tout de même récupérer Ashley au sein de son entreprise, elle accepte à l'unique condition que Victor renvoie Victoria. Bouleversé, Victor en parle à Nikki, qui arrive à trouver une solution à tous ces problèmes. Le lendemain, Victor en parle à Victoria et il décide de la garder, cependant, elle obtient un poste moins important au sein de Newman. Ashley est maintenant plus décidée à revenir, a la condition qu'elle soit subordonnée à Victoria. Victor accepte et malgré la déception de Victoria, cette dernière accepte entre autres, sa punition.

### J.T. violent envers Victoria
- Depuis son retour à Genoa City, J.T., enquête secrètement sur Victor et sa société, sous les ordres de Paul et Christine. Mais J.T. néglige beaucoup l'enquête. En mars 2018, Paul annonce à J.T. l'avancée de leur enquête et lui fait part de son retard et de sa négligence, il veut presque le virer de l'enquête, mais J.T. persuade Paul de continuer à lui faire confiance, Paul accepte. Un jour, Reed affronte son grand-père à une partie de jeu d'échecs. J.T. se rend au ranch Newman pour aller chercher son fils, et pendant leur partie, il en profite pour monter à l'étage dans le bureau de Victor, prétextant aller passer des coups de fils. Il arrive à trouver dans un placard un coffre-fort et le prend en photo. En sortant, Victor le surprend à côté de son bureau et lui demande sa présence ici, J.T. dit avoir passé quelques appels ici. Victor commence à soupçonner plus ou moins J.T.
- En rentrant avec Reed, J.T propose à Victoria d'aller dîner en famille chez les Newman, Victoria accepte et en parle à ses parents, qui acceptent par la suite. Le lendemain soir, ils se rendent chez les Newman et J.T. tente d'éloigner un peu tout le monde du ranch. Lorsqu'il est seul avec Reed, J.T. prétexte à nouveau passer des appels et monte à l'étage dans le bureau de Victor. Il réussit à ouvrir le coffre-fort et y trouve une petite boîte contenant une clé. Lorsque les autres se demandent où est J.T., Reed leur dit qu'il est à l'étage. Victor commence à douter davantage de la présence de J.T. mais ce dernier descend in-extrémis en bas avec le repas. A la fin du repas, Victor vérifie ses caméras de surveillance et voit J.T. qui a réussi à lui dérober sa clef.
- Le lendemain du dîner, J.T. se rend à nouveau chez les Newman lorsqu'il y n'a personne et dit à la nounou que Katie a perdu sa peluche ici et qu'il souhaite la retrouver. En réalité, il souhaite savoir à quel élément correspond la clef trouvée dans le coffre-fort de Victor, mais lorsqu'il trouve enfin ce qu'il cherche, Nikki arrive et lui demande les raisons de sa présence. J.T. ment en parlant de la peluche de Katie, qu'il "retrouve" directement après. Nikki le met cependant en garde par rapport au pouvoir qu'il a sur Victoria. En rentrant chez lui, il apprend que Mac demande la garde exclusive de leurs deux enfants. William, de passage pour chercher ses enfants, apprend ce qu'il se passe entre J.T. et Mac et le confronte a ce sujet. Victoria arrive et William finit par partir. Victoria se dit être à bout de sa rétrogradation de son poste chez Newman et d'Ashley. Mais J.T. à bout avec tout ce qu'il se passe dans sa vie, blâme, descend et insulte sévèrement Victoria. Les deux amoureux commencent à se disputer et après avoir entendu des mots méchants à son égard, Victoria ordonne à J.T. de sortir de force, mais ce dernier cherche à se faire entendre. Victoria refuse et le gifle sur le coup. J.T. commence à s'énerver, l'agrippe par le cou et la plaque au mur, ou il est sur le point de la frapper, mais il se retient et frappe la porte. Victoria s'enfuit et monte à l'étage (épisode diffusé le 2 février 2021 sur TF1).
- À la suite, J.T. tente de s'expliquer avec Victoria de son comportement violent mais Victoria, choquée et apeurée, refuse de l'entendre et souhaite que J.T. part. Il refuse gentiment. Victoria décide de descendre et de s'expliquer avec lui. Reed arrive et constate qu'il se passe quelque chose de bizarre, mais sans trop poser de questions, demande à ses parents d'aller dormir chez un ami. Ils acceptent sous le coup. Après le départ de Reed, J.T. et Victoria s'expliquent et cette dernière fait abstraction de ce qu'il s'est passé. J.T. finit par la demander en mariage, elle finit par accepter pour tourner la page. Le soir même, J.T. reçoit un appel de Victor qui lui dit qu'il s'absentera pour la soirée et qu'il veut le voir demain matin. J.T. se rend immédiatement au ranch ou il continue son enquête mais Victor le surprend et le convoque dans son bureau au Ranch Newman. Victor montre à J.T. la scène ou il violente Victoria et lui demande des explications. J.T. accable Victor sur ses nombreux agissements et tente ensuite de le frapper lorsque Victor l'insulte. S'ensuit une bagarre ou Victor domine sur J.T. mais ce dernier finit par pousser Victor dans l'escalier et rentre chez lui. En rentrant, il ment à Victoria en disant s'être embrouillé avec un automobiliste.
- Victor est emmené d'urgence à l'hôpital. Il est dans le coma. Les Newman sont atteints et se demandent qui est l'auteur de l'agression. Jack devient le suspect numéro 1 lorsque Paul et Christine retrouvent le disque de Victor chez Jack et lorsqu'ils apprennent que Jack a eu une altercation plus tôt dans la journée avec Victor. De son côté, Victoria commence à douter de son projet de mariage avec J.T. Lors du centenaire de Walnut Grove, J.T., qui refusait d'y aller, est finalement présent. Il y retrouve ses amis du lycée Raul et Brittany, mais également Mac. Ils finissent par se disputer. William, également présent, appelle Victoria pour lui demander d'intervenir entre Mac et J.T. Victoria arrive in-extremis et prend la défense de J.T. face aux accusations de Mac. Un peu plus tard dans la soirée, Mac s'explique à nouveau avec Victoria, sans J.T. et lui fait part du changement de J.T. ces dernières années. William soutient Mac après que J.T. l'ai mis en garde concernant sa relation avec Victoria, mais cette dernière refuse toujours de croire Mackenzie. Le lendemain, Victoria croise à nouveau Mac parler de J.T. à Sharon et met à nouveau Mac en garde avant son départ. Avec les mises en gardes de Mackenzie à Victoria, cette dernière suggère à J.T. de reporter leur mariage, avant de décider d'aller consulter une conseillère conjugale. J.T. accepte.
- Lors de leur visite chez la conseillère, Victoria et J.T. parlent de leurs problèmes de couple. Lorsque la psychiatre demande à Victoria si J.T. exerce une violence morale, puis physique, Victoria dévie le sujet mais revient sur le sujet en disant que J.T. a déjà été violent, ce dernier tente de se rattraper en disant que c'est arrivé qu'une seule fois. Après leur première séance, Victoria revient voir la conseillère en lui racontant les détails sur sa relation avec J.T. avant de partir en larmes. Plus les jours passent, plus l'état de Victor s'améliore. Un jour, Nikki annonce cela aux autres et Abby annonce que le sang de l'agresseur a été retrouvé au ranch, qu'il appartient bel et bien à un homme et que ce n'est pas le sang de Jack. Voyant l'étau se resserrer petit à petit contre lui et avec l'amélioration de l'état de santé de Victor, J.T. en l'absence des autres, confronte une dernière fois Victor toujours dans le coma et débranche les machines qui maintiennent Victor en vie. Ce dernier finit tout de même par sortir du coma, mais il ne peut plus bouger ni parler. Pris de panique, J.T. tente de s'enfuir mais change ses plans en réservant des vacances à Victoria et les enfants. Il l'annonce à Victoria, mais cette dernière, préoccupée par l'état de santé de Victor et sur sa place chez Newman, ne porte pas d'intérêt au projet de J.T. Il décide alors de publier secrètement un communiqué disant que Victoria a été rétrogradée de ses fonctions chez Newman afin qu'elle puisse décompresser. Finalement, avec ce communiqué, Victoria accepte de partir avec J.T. et les enfants à Hawaï, ils partent le soir même. Arrivées à Hawaï, J.T. décide de confisquer les téléphones de Reed et Victoria et de les verrouiller dans un tiroir afin d'enlever la pression qui sort de Genoa City. Victoria souhaite tout de même obtenir des nouvelles de son père, J.T. refuse gentiment et part décompresser. Victoria découvre malgré tout que J.T. a gardé son téléphone. Elle prend son téléphone en voulant contacter sa famille et découvre que J.T. travaille secrètement pour Paul Williams afin de coincer son père. J.T. avoue cela et dit avoir déconseillé à Paul et Christine d'enquêter sur Victoria et de se concentrer sur Victor. Victoria découvre également que c'est J.T. qui à fait fuiter l'information concernant sa rétrogradation. Victoria rompt finalement ses fiançailles avec J.T. et rentre à Genoa avec Reed, Johnny et Katie.

### La "mort" de J.T.
- Après avoir rompu avec J.T., Victoria rentre à Genoa, accompagné de ses enfants. En apprenant la rupture entre Victoria et J.T., Sharon décide d'organiser une soirée filles pour Victoria et convie Mariah, Nikki et Phyllis. Victoria d'abord réticente à l'idée de faire la fête, accepte finalement leur compagnie. Ces dernières se confient sur leurs vies actuelles. J.T. revient à Genoa et se pointe devant la maison de Victoria. Ils s'expliquent une dernière fois avant que Victoria chasse à nouveau J.T. En larmes, Victoria confie aux autres les raisons de sa séparation avec J.T., les autres femmes (excepté Mariah qui dormait) montrent leur soutien. Lorsque Victoria monte dans sa chambre, elle croise J.T. qui tente de la reconquérir à nouveau mais Victoria affirme que tout est fini entre eux. Elle réalise ensuite avec effroi que J.T. est responsable de l'agression de Victor lorsque J.T. affirme qu'elle serait plus heureuse si Victor aurait trouvé la mort lors de sa chute dans l'escalier du ranch Newman. Victoria tente d'appeler la police mais J.T. l'agresse à nouveau physiquement et la gifle. Nikki, Sharon et Phyllis montent à l'étage en entendant les cris de détresse de Victoria et en voyant la scène, Nikki saisit le tisonnier de la cheminée et assomme violemment J.T. qui s'écroule par terre. En touchant son pouls, Victoria, Sharon, Nikki et Phyllis réalisent que J.T. est mort. Il meurt le 13 avril 2018 (épisode diffusé en France le 25 février 2021 sur TF1). Mariah, qui a entendu du bruit, essaye de savoir ce qu'il se passe mais Sharon réussit à l'écarter et à la convaincre de rentrer. Après le drame, elles décident de se débarrasser du corps. Victoria panique et cherche à avouer le meurtre de J.T. mais Phyllis réussit à la raisonner en lui faisant part de leur avenir si la police serait amenée à être au courant. Nikki propose de l'enterrer au Parc Chancellor. Elles tentent de sortir mais Nick, qui a récemment appris lui aussi que J.T. est l'auteur de l'agression de Victor, se rend chez Victoria pour le lui annoncer et y trouve sa mère, Phyllis et Sharon. Il annonce la nouvelle concernant J.T. et lui demande ou il peut se trouver. Victoria lui annonce sa rupture avec J.T. et dit ignorer où il se trouve. Après le départ de Nick, elles se rendent au Parc Chancellor ou elles "enterrent" le corps de J.T.
- Le lendemain, Victoria essaye d'oublier cette histoire. Paul, qui a appris pour le crime de J.T. fait une perquisition chez Victoria dans l'espoir de trouver J.T.. Phyllis et William se rendent chez Victoria pour déposer Johnny et Katie. Phyllis couvre Victoria sans que William s'en rende compte lorsque Paul leur questionne. Phyllis réussit à saisir le tisonnier et le portable de J.T. et se débarrasse de ces deux éléments près d'un lac et d'un aéroport. Plus tard dans la journée, Reed demande à Victoria ou se trouve son père, c'est alors que Nikki lui annonce le crime de J.T. envers Victor. Reed part alors confronter son grand-père en prenant la voiture de son père après sa sortie de l'hôpital et apprend de sa bouche ce que J.T. à fait. Furieux après Victor, il retourne chez lui chercher des réponses auprès de sa mère. Victoria lui annonce que c'est la vérité et qu'il pourrait ne plus jamais revoir son père. Reed se dispute avec sa mère et part. D'un autre côté, Victoria revient rapidement chez Newman, ce qui étonne Ashley et Abby. Nikki annonce à Ashley et Victoria que c'est elle qui a été chargée de reprendre le contrôle de Newman pendant la convalescence de Victor.
- Plus les jours passent, plus les questions à propos de la disparition de J.T. se multiplient. Paul, Nick, Reed et même Mac demandent à Victoria des réponses, elle affirme avoir vu J.T. pour la dernière fois à Hawaï. Par ailleurs, Nick, Paul et Mac ont appris les violences que J.T. faisait subir à Victoria. Dépassée par tous les évènements, cette dernière est perdue. Elle doit entre autres gérer les crises de Reed, qui accuse sa mère d'être responsable de l'abandon de J.T. vis à vis de sa famille. Après une dispute avec sa mère, Reed se réfugie au Néon Ecarlate. Il a une discussion avec William à propos de son avenir et avec le soutien de son ex-beau-père, Reed soumet l'idée à Victoria de quitter Genoa pour poursuivre ses études dans un pensionnat. D'abord réticente, elle finit par accepter le départ de son fils. Après le départ de Reed, Victoria se réunit à nouveau avec Sharon, Phyllis et Nikki. A bout avec tous les récents évènements, Victoria souhaite se dénoncer à la police, Phyllis et Sharon finissent par la raisonner pour leur éviter la prison. Mais Victoria tente une nouvelle fois de se dénoncer à la police en rédigeant une lettre. Mais c'est sans compter sur Phyllis qui réussit à intervenir à nouveau. Sous une idée de cette dernière, Phyllis propose à Victoria de s'éloigner quelque temps de Genoa, elle finit par accepter.
- Quelques jours plus tard, Victoria revient à Genoa, bien déterminée cette fois-ci à se remettre en selle en refusant de révéler la vérité à la police. Elle tente de reprendre le cours de ses affaires concernant Pêche d'Enfer, aux côtés d'Ashley et Abby. Mais le stress sur la disparition de J.T. lui remontent à la surface lorsque son frère Nick continue à vouloir traquer J.T. et qu'il confond un S.D.F avec ce dernier et par la suite lorsque Paul débarque à l'improviste dans la tour Newman pour lui poser des questions sur J.T. Paul, qui doute de la déposition de Victoria dans cette affaire, souhaite lui faire parler. Sous la pression, elle finit par lui avouer qu'elle à bien vu J.T. le soir de sa disparition. Paul souhaite l'interroger avec un enregistrement, Victoria accepte l'interrogatoire mais refuse l'enregistrement. Paul accepte après réflexion. Victoria lui raconte la vérité à propos de la venue de J.T. ce soir-là à Genoa, qu'elle était la seule au courant qu'il s'était rendu chez elle (Pendant la soirée filles, Victoria avait fait croire à Sharon, Nikki et Phyllis que c'était Abby et non J.T. qui était venu sonner à la porte ce soir-là) et de la révélation de J.T. concernant son altercation avec Victor. Cependant, elle masque la partie ou J.T. l'agresse et ou Nikki l'assomme par légitime défense et change cette version en une version ou elle laisse J.T. prendre la fuite sans qu'elle sache sa destination. Paul fait part de cette nouvelle à Christine et les deux ont toujours du mal à croire en l'innocence de Victoria dans l'affaire J.T.
- Quelques semaines plus tard, Newman Entreprises se voit voler des documents confidentiels et Victoria reçoit des menaces vocales. Peu après, Mac revient en ville et soumet à Victoria l'éventualité que J.T. traîne toujours dans les parages, car sa carte bancaire a été utilisée à trois reprises, dont la dernière à la frontière du Wisconsin, ce qui turlupine Victoria, pensant que J.T. est mort. Nick confirme cela grâce à ses enquêteurs et certaines personnes affirment avoir croisé J.T. très récemment, selon les dires d'Ashley. Au même moment, les rumeurs sur la santé de Victor fuitent et Genoa apprend que Victor à des problèmes de santé, ce qui nuit directement à l'entreprise Newman. Ce dernier pense que J.T. est responsable de cette mascarade et publie un article pour démentir la rumeur. Mais les médias n'y croient pas et publie l'article sur la santé de Victor. Il décide alors d'intervenir dans l'heure d'Hilary et menace J.T. en direct. Le lendemain, après qu'un entrepôt de Newman ait pris feu, les Newman reçoivent les images de caméra de surveillance qui montre un homme sous une capuche. L'homme finit par regarder la caméra et les Newman le reconnaissent : il s'agit de J.T.
- Avec la vidéo de caméra-surveillance, Victoria et Nikki la montrent à Phyllis et Sharon. Cette dernière est convaincue que J.T. pourrait être en vie tandis que Phyllis pense que quelqu'un manigance un piège contre eux en se servant de J.T. Afin d'en avoir le coeur net, elles décident de se rendre au Parc Chancellor déterrer le corps de J.T. En arrivant sur place, elles découvrent une sculpture à l'emplacement ou elles ont enterré J.T. mise en place par Jill. Un soir, Nikki se rend chez Sharon et se confie à elle. Elles croisent J.T. de la fenêtre de Sharon. Nick entend et apprend que J.T. s'est introduit au ranch. Victor est lui aussi mis au courant. Victoria et Phyllis le sont plus tard. J.T. finit par donner rendez-vous à Victor dans une ruelle. Victor en parle à Victoria et cette dernière tente d'abord de le dissuader d'y aller mais accepte à contrecœur que Victor aille affronter J.T., mais pas seul. Victor se rend à la ruelle et se tient face à J.T., il lui balance ses quatre vérités et lorsque J.T. avance vers lui, Victor dégaine son arme mais "J.T." révèle qu'il est réellement : il s'agit de Nicholas. Ce dernier dévoile les dessous de son plan de vengeance à Victor et comment il a réussi à se faire passer pour J.T. en utilisant sa carte bancaire, en mettant le feu à un entrepôt et en divulguant des fichiers confidentiels de Newman, dont l'état de santé de son père. Victor révèle ensuite à Sharon, puis à Nikki et Victoria que Nicholas s'est fait passer pour J.T. et que celui-ci court toujours dans la nature. Elles débarquent ensuite chez Sharon ou elles blâment Nick pour son comportement, ce dernier justifie ne rien regretter.
- Durant l'été 2018, Rey, un mystérieux personnage débarque à Genoa City. Il piste sans arrêt Victoria, Phyllis, Nikki et Sharon et invente différents prétextes lorsqu'il les rencontre. En réalité, il enquête secrètement sur la disparition de J.T. et sur les personnes impliquées, avec en prime Nick et Victor dans son viseur. Victoria apprend qu'il s'intéresse à J.T. lorsqu'Abby leur apprend qu'il lui a posé des questions à son sujet et sur l'explosion de l'entrepôt de Newman. Elle commence à penser que la présence de Rey à Genoa n'est pas un hasard et le fait savoir à Nikki, Sharon et Phyllis. Ses soupçons se confirment lorsque Sharon lui confirme que Rey est à Genoa à la recherche de J.T. Victoria suggère à Sharon de l'inviter pour en savoir plus sur lui. Après le dîner de Rey et Sharon, celle-ci prévient Victoria qu'elle a surpris Rey avec une arme à feu et la met sur ses gardes le concernant. Juste avant, Rey vient voir Victoria à son bureau et lui confirme enquêter sur l'utilisation de la carte bancaire de J.T. Plus tard, prise de panique, Victoria commence à suffoquer et appelle Nate Hastings, revenu en ville depuis peu et qui est devenu le médecin traitant de Victor et Nikki pour l'aider. Nate réussit à la calmer et lui conseille d'aller consulter quelqu'un. Lors de la soirée d'inauguration d'Étalon Noir, Rey arrête Nick pour complicité avec J.T. sous les yeux de Sharon et Victoria, qui apprennent au passage qu'il travaille pour la police de Genoa.
- En octobre, Victoria commence à recevoir des lettres de menaces, mais également Sharon, Nikki et Phyllis. Au départ, elles se soupçonnent chacune de menacer une autre pour différends, notamment Sharon et Phyllis (voir Sharon Newman, Phyllis Summers ou Nicholas Newman). Mais elles se rendent vite compte qu'elles n'ont aucun intérêt à se menacer mutuellement puisqu'elles sont chacune impliquées dans la mort de J.T. Victoria et Phyllis pensent alors qu'il s'agit de Rey, constamment dans les parages et commence à faire des recherches sur lui. Victoria s'aperçoit qu'elle a reçu une deuxième lettre, idem pour Phyllis, Nikki et Sharon à qui la lettre dit qu'elles doivent payer une grosse somme d'argent sur un délai de 24h. Nikki et Sharon souhaitent le payer pour être tranquille, tandis que Phyllis et Victoria refusent afin de démasquer le maître-chanteur. Nikki finit par accepter, en revanche Sharon souhaite toujours le payer et tente de convaincre à nouveau Nikki et Victoria, sans Phyllis. Elles finissant par être convaincues, mais Nikki lui verse en revanche que 1 dollar, laissant Sharon et Victoria perplexes. Le maître-chanteur répond avec un mail en justifiant ne pas être satisfait par la somme donnée et qu'elles ont quelques heures pour régler la totalité de la somme ou il dévoilera à tout le monde la mort de J.T. et ou est-ce qu'il a été secrètement enterré. Elles contactent Nikki et Phyllis. Cette dernière tente de trouver la trace du maître-chanteur mais elle réalise qu'il se cache sous un VPN, donc impossible de le localiser. Après un appel de Sharon qui dit que Mariah a été suivie, Nikki décide de régler la totalité de la somme demandée.
- Lors de la période d'Halloween, Nikki et Victoria apprennent qu'un tuyau de canalisation est cassé dans le Parc Chancellor sous la sculpture de Jill et qu'il a besoin d'être réparé. Cela les inquiète puisque c'est là où elles ont enterré J.T. En alertant Sharon et Phyllis, cette dernière décide de déterrer le corps de J.T. et de le déplacer. Nikki reçoit un appel d'Arturo disant qu'ils vont déplacer la sculpture mais qu'il y'a un problème, et le problème est Jill. Nikki décide de la pousser à bout pour la faire partir, et y parvient. Le soir d'Halloween, Victoria, Nikki, Sharon et Phyllis se mettent à creuser à l'abri des regards mais le corps de J.T. a disparu. Un doute s'installe chez les quatre femmes qui pensent alors qu'il pourrait soit être vivant, soit que les maîtres-chanteurs se sont emparés de son corps.
- Peu après, Arturo trouve au Parc Chancellor une montre, gravé au centre "Je t'aime Mac". Pensant que quelqu'un l'aurait égaré ici, il souhaite apporter cette montre aux objets perdus de la police de Genoa et en parle à Abby. Ils tombent sur Rey, qui apprend l'existence de cette montre. En l'examinant de près, il comprend qu'il est possible qu'il appartienne à J.T. et la prend pour l'examiner, devant l'irritation d'Arturo. Rey regarde dans ses fichiers et constate que c'est la même montre que sur une photo de J.T. et Mac, datant de quelques jours avant sa disparition. Il fait appel à Mac et lui montre la pièce à conviction. Mac confirme que la montre appartenant bel et bien à J.T. et qu'il l'a acheté pour leur anniversaire de mariage. Rey décide de rouvrir le dossier Hellstrom et boucle l'accès au Parc Chancellor, rendant le lieu comme étant une scène de crime. Les quatre femmes impliquées tentent d'en savoir plus sur les nouvelles preuves de Rey, mais celui-ci reste discret sur l'affaire. Victoria croise ensuite Mac et cette dernière lui apprend l'avancée de l'enquête concernant J.T. Victoria apprend que la preuve que Rey a trouvé est une montre appartenant à J.T. Elle apprend un peu plus tard par Abby que c'est Arturo qui a trouvé cette montre au Parc Chancellor, et que Rey le lui à prise pour la donner à la police. Rey interroge ensuite les Newman (sauf Victor, parti en voyage à Singapour). Lorsque Victoria se fait interroger, elle avoue quasiment savoir que le corps de J.T. a été déplacé, ce qui interpelle Rey, mais celui-ci refuse d'en dire plus sur l'enquête en cours et confirme grâce à cette preuve que J.T. est bien mort.
- Quelques jours plus tard apparaît une nouvelle menace dans l'affaire J.T. : Tessa. Victoria, Phyllis et Nikki apprennent par Sharon que Mariah est désormais au courant de cette affaire et qu'elle l'a apprise par Tessa (voir Mariah Copeland). Elles apprennent que cette dernière travaillait un soir chez Etalon Noir et que Nick l'a chargée de se débarrasser de certains dossiers contenus sur une clé USB. En effectuant son travail, Tessa est tombée sur le dossier J.T. et a regardé quelques fichiers. Elle est tombée sur une vidéo datant du soir de la disparition de J.T. venant d'une des caméras de surveillance de Victoria, ou l'on voit les quatre femmes transporter le corps de J.T. dans la voiture de Victoria. Cette dernière pense que J.T. tire encore les ficelles, même étant mort mais Phyllis comprend alors que Tessa est le maître-chanteur vu qu'elle n'a consulté ni la police, ni elles-mêmes. Elles commencent à se demander si ce n'est pas Tessa qui s'est emparée du corps de J.T. et demandent à Mariah de regagner la confiance de Tessa afin de savoir si c'est elle qui détient son corps. Mariah accepte mais Phyllis, peu convaincue par Mariah, refuse de lui laisser ce devoir et souhaite se venger elle-même de Tessa, en y impliquant seulement Victoria, Phyllis et Sharon. Plus tard, Mariah discute avec Tessa et réussit à récupérer la clé USB qui contient la vidéo des 4 complices du meurtre et la rapporte à Sharon. Avec Victoria, elles se chargent de détruire la clé mais elles restent cependant sur leurs gardes, envisageant la possibilité que Tessa ait pu faire une copie de la vidéo. Victoria se rend par effraction chez Tessa et quand celle-ci rentre chez elle, elle se fait menacer par Victoria qui lui annonce être au courant que c'est elle qui les faisait chanter. Tessa nie au départ, avant d'avouer son acte. Victoria lui dit que les pistes concernant le meurtre de J.T. ont été retournées contre elle, ce qui fait de Tessa la suspecte principale, et lui dit qu'ils l'ont fait espionner avec des mini-caméras et en montre un a Tessa, puis Victoria retrouve l'argent escroqué et la copie de la clé USB et s'en empare. Avant de repartir, elle demande à Tessa si elle à déplacé le corps de J.T., celle-ci affirme que ce n'est pas le cas. Victoria annonce ensuite à Sharon le problème. Avec l'innocence de Tessa dans le déplacement du corps de J.T., elles se demandent comment son corps s'est déplacé.
- Le soir du 3 décembre, un incendie meurtrier se déclare aux écuries du ranch Newman. Le chef de la sécurité réussit à faire évacuer les chevaux et le ranch est en bon état, à l'inverse des écuries, désormais réduits en cendres. Rey mène l'enquête et boucle l'accès au ranch, interdisant l'accès au public y compris les Newman. Ces derniers se demandent qui est responsable de l'incendie. Nikki appelle Victor à plusieurs reprises, mais celui-ci est injoignable, ce qui alarme les Newman. Plus tard, Rey confirme que l'incendie était bien criminel et convoque Nikki, Victoria et Nick au poste de police. Rey leur montre une preuve retrouvée au ranch : un pistolet, et également une chemise maculée de sang. Il confirme à Victoria et Nikki (Nick était déjà parti) que le pistolet appartient à Victor et que le sang sur la chemise est celui de J.T, ce qui rend Victor comme le principal suspect dans l'affaire du meurtre de J.T. Victoria et Nikki sont sidérées des accusations de Rey, lui affirmant toutes les deux que Victor n'a rien à voir avec l'affaire du meurtre. En rentrant chez Victoria, celle-ci contacte Sharon (Phyllis est occupée) et lui fait part des découvertes de Rey. Sharon pense alors que c'est Phyllis qui aurait pu tuer secrètement J.T. peu après leur crime et qu'elle aurait prélevé une partie de son sang afin de s'en servir contre elle au cas où elle dévoilerait leur crime, tout en impliquant Victor par rapport à sa haine contre lui mais au vu des preuves de Rey et de l'implication de Phyllis elle-même dans l'affaire, Victoria pense tout simplement qu'une personne se joue d'elles en ayant placé des preuves tangibles contre elles ce soir-là, et en même temps que cette personne n'est pas impliquée dans le meurtre de J.T. puisqu'il ne portait pas de chemise le soir de sa disparition et celui-ci n'a pas été tué par balle. Nikki pense alors que cette personne pourrait être Tessa et les trois femmes la kidnappent ensuite, toutes étant cagoulées. Victoria se gare dans une forêt peu visible et les trois femmes se mettent à interroger Tessa sur son implication dans l'incendie et les preuves retrouvées au ranch. Celle-ci, en pleurs,  clame son innocence mais Victoria et Nikki, sans pitié, ne lui laissent pas le bénéfice du doute. C'est en écoutant Sharon que Victoria et Nikki ont la certitude de l'innocence de Tessa, mais elles refusent de la raccompagner en ville et la laissent en pleine forêt dans un froid glacial. Plus tard dans la soirée, Nikki revient en panique chez Victoria et lui dit qu'une personne a déposé les affaires que J.T. portait le jour de sa mort dans son lit. C'est alors que Reed, parti en internat quelques mois auparavant, fait son retour en ville.
- Victoria et Nikki s'interrogent sur le retour précoce de Reed, censé rentrer la semaine suivante. Celui-ci dit être revenu pour retrouver le meurtrier de son père et souhaite s'entretenir avec Rey. Mais Victoria le lui déconseille, préférant raconter sa version. Elle avoue à son fils que le corps de J.T. n'a jamais été retrouvé et lui explique que son corps a été enterré, puis déterré. Reed apprend également par Nick que Victor a disparu des radars. Après le départ de Reed, Victoria explique à Nick et Phyllis les preuves retrouvées au ranch. Nick pense que Victor pourrait être le tueur de J.T., et également Phyllis, ce qui agace Victoria. En privé sans Nick, Victoria reprend la théorie de Sharon et accuse Phyllis d'être potentiellement responsable d'avoir mis les preuves afin d'incriminer Victor par pure vengeance, Phyllis confirme ne pas être responsable. Plus tard, une idée vient à Nikki, qui décide de se défendre en préparant un plan contre l'individu qui a placé ces fausses preuves. Elle rend visite à Mia Rosales dans le but de lui soutirer des infos concernant l'enquête de Rey, ce qui marche en partie. Mais Mia finit par révéler à Rey que Nikki lui a demandé de lui faire part de laisser Victor tranquille, que Rey considère comme suspect principal. Celui-ci convoque ensuite Nikki au poste et la met en garde vis-à-vis de l'approche qu'elle a envers sa femme. Nikki rejoint ensuite Victoria et Nick à la soirée de Jabot à l'Athletic Club et les informe de la mise en garde de Rey. Avant la fin de la fête, Nikki s'éclipse, dans un état second et à un accident de voiture. Elle est rapidement amenée aux urgences. Nick et Victoria apprennent l'accident de leur mère plus tard dans la soirée et se rendent rapidement à l'hôpital, accompagné de Jack, William, Phyllis et Kerry Johnson, la nouvelle chimiste de Jabot. Le lendemain de l'accident, Victoria et Nick apprennent par Nate qu'un fort taux d’alcool a été retrouvé dans le sang de Nikki, Victoria réalise alors qu'elle a replongé à cause de tout le stress qu'elle endure. Plus tard, elle et Nick apprennent que Rey enquête sur l'accident de leur mère. Révolté, Nick sermonne violemment Rey avant de manquer de le frapper. Avec Sharon et Phyllis, elles pensent que l'accident a été causé par la même personne qui les torture depuis des semaines.
- Les jours passent et l'état de Nikki ne s'améliore pas. Victoria s'inquiète fortement pour sa mère et a du mal à décompresser. De ce fait, elle manque le spectacle de Johnny. Le soir du réveillon de Noël, Nate annonce aux Newman que Nikki pourrait mourir d'ici peu. Nick et Victoria décident de passer Noël aux côtés de leur mère avant d'aller prier et chanter dehors avec leurs familles et amis. Malgré tout, Nikki finit par se réveiller le lendemain de Noël et tout le monde est ravi et part voir Nikki. Plus tard, lorsque Nick, Victoria et Phyllis souhaite parler à nouveau avec Nikki, ils se rendent compte qu'elle a disparu. Nick se lance à sa recherche. De son côté, Victoria, inquiète pour sa mère, apprend que Reed est la personne qui a renversé Nikki. En apprenant toute l'histoire, Victoria se rue chez Cane folle de rage et le confronte à propos de ce que Charlie aurait recommandé à Reed (entre-autres, de dissimuler la vérité). Leurs reproches mutuels concernant leurs enfants vire au règlement de comptes personnel, ces deux-là se reprochent leurs erreurs passées puis désespérés par leurs problèmes respectifs, Victoria et Cane finissent par s'embrasser. Après avoir réalisé son action, Victoria s'éclipse très rapidement. Cane la suit et tient à faire le point concernant leur baiser et lui demande de ne rien dire à personne, particulièrement Lily. Victoria accepte de se taire. Plus tard dans la journée, William vient la voir et discute avec elle. Leur discussion amène à un baiser ou ils émettent la possibilité de se remettre ensemble, mais traumatisée par sa dernière relation avec J.T., Victoria souhaite prendre son temps. D'un autre côté et sous une idée de Cane, Victoria part voir Nikki en compagnie de Cane, Charlie et Reed, ces deux derniers qui avouent leur faute à Nikki. Elle accepte leurs excuses et leur avoue avoir également une part de responsabilité dans l'accident : elle était ivre. Nikki donne cependant la responsabilité à Victoria et Cane de punir leurs enfants et leur demande de ne pas mêler la police à cette histoire. Après cela, elle aussi à bout avec ce secret qui leur pèse depuis des mois et avec Victor revenu en ville mais incarcéré pour un meurtre qu'il n'a pas commis, Nikki décide de tout avouer à la police concernant sa part de responsabilité dans le meurtre de J.T.
- Reed, toujours bouleversé par la mort de son père, décide d'organiser une journée commémorative en la mémoire de J.T. Victoria a du mal à refuser la demande de Reed, mais finit par accepter sa demande grâce à William qui lui conseille de lui laisser dire un au revoir à son père pour la dernière fois. Ils se réunissent tous chez Victoria, avec plus d'invités que prévu. Seuls Reed et Traci prennent la parole pour faire l'éloge de J.T. Mais lorsque Nikki souhaite ajouter quelque chose, Phyllis intervient et parle à sa place. Elle parle du mauvais côté de J.T. et dévoile à quel point il était violent envers Victoria, aussi physiquement que moralement. Reed, tout comme la plupart des invités, apprend cela et demande confirmation à sa mère, qui lui confirme indirectement. Reed s'énerve, balance la photo de son père et monte énervé dans sa chambre. Presque toute l'assemblée en veut à Phyllis. Lorsque tout le monde part, Reed redescend et demande à sa mère si cette histoire est bien réelle. Victoria le lui confirme directement cette fois-ci. Reed s'effondre et s'excuse auprès de sa mère pour ce qu'elle à vécue. Il décide ensuite de reprendre le cours de sa vie et de retourner en cours. Le lendemain, Victoria découvre que le tisonnier qui a servi à tuer J.T. et que Phyllis a jeté dans le lac à refait surface, posé juste devant elles et apprend par la même occasion que Nikki a mis Nick dans la confidence. Victoria s'inquiète de savoir ce que fera Nick, qu'elle trouve totalement différent depuis qu'il a fondé Etalon Noir et doute que ce tisonnier soit l'arme du crime mais Nikki est catégorique : c'est bien l'arme qui a servi à tuer J.T. Elles pensent alors que la personne à l'origine du harcèlement en sait beaucoup plus qu'elles ne le pensent sur cette affaire.
- Victoria et Nikki apprennent à Phyllis et Sharon que l'arme du crime est réapparue au ranch et dans la foulée que Nick est au courant de (quasiment) toute l'histoire, sans pour autant impliquer les deux femmes. Côté sentimental, elle et William continuent de se rapprocher et partent déjeuner à l'Athletic Club. Mais Phyllis vient les narguer et avoue à Victoria que William se rapproche par défaut d'elle, parce que Phyllis a refusé de se remettre avec lui juste avant. Furieuse contre William, elle quitte la table et rentre chez elle, en compagnie de Cane, qui a oublié son écharpe. Ils se confient sur leurs vies maritales, avant de s'embrasser à nouveau. Mais c'est sans compter sur William qui les surprend en pleine action sur le divan et les confronte. Victoria lui explique qu'elle ne lui doit rien et souhaite qu'il la laisse tranquille. Elle retrouve plus tard Nikki et Nick au ranch, en compagnie de Victor, libéré de prison et apprend que son père est désormais au courant de l'histoire, la version que Nikki a racontée à Nick. Quelques jours plus tard, Victoria apprend par Sharon que Phyllis a songé à doubler Victoria et Nikki en voulant s'allier avec Sharon, celle-ci a refusé. Nikki apprend ensuite à Victoria que Phyllis ne s'est jamais débarrassée du tisonnier, et qu'elle l'a conservé avec elle dans le but de s'en servir contre elles si leur alliance ne tenait plus. Victoria et Nikki décident d'informer Nick sur l'implication de Phyllis et le danger qu'elle représente. Nick apprend la vérité à propos de l'implication de Phyllis et lui demande la vérité, qu'elle finit par lui raconter mais ajoute également l'implication de Sharon. Déboussolé, Nick décide de convoquer Victoria, Nikki, Phyllis et Sharon et leur demande la véritable histoire de cette affaire. Il a confirmation que Sharon était bien elle aussi dans le coup puis apprend toute l'histoire sur le meurtre de J.T.
- Quelques jours plus tard, Nikki est chargée de garder Katie au ranch. Mais alors qu'elle s'assoupit un instant, Katie disparaît. Inquiète, Nikki l'apprend à Victoria, Victor et Nick. William les rejoint plus tard et souhaite contacter la police, mais les Newman refusent de les mêler à cela. Ils finissent par retrouver Katie, coincée dans un mur sombre. Nick et William parviennent à la libérer. Juste après, Nick remarque que des caméras de surveillance ainsi que des micros ont été installées derrière ce mur. Les Newman commencent à penser que J.T. pourrait avoir simulé sa mort et donc qu'il serait toujours en vie. Le portrait-robot que Katie a dessiné de son ami (vêtue d'une cape noire) que William montre au Newman accentue le doute chez eux, sachant que J.T. est un expert en cybersécurité et qu'il sait comment échapper aux mailles du filet. Peu de temps après, la police reçoit anonymement un enregistrement incriminant Victor et Nick. Sharon tombe sur le message et souhaite s'en débarrasser après écoute mais ne le fait pas après avoir appris qu'elle pouvait s'attirer des ennuis en le faisant. Elle en parle à Nick et le fait écouter à Rey, qui le fait écouter à Christine. Michael annonce aux Newman qu'avec cette preuve, Christine a décidé d'avancer la date du procès au lendemain. Le 8 février, jour du procès de Victor, Nick réunit Phyllis, Victoria, Abby, Sharon et Mariah pour parler d'une stratégie de défense contre les médias pour camoufler au maximum l'évènement. Abby propose de faire appel à Arturo et Sharon propose une idée qui peut acquitter Victor et protéger Nikki : elle propose que Nikki et les autres se dénoncent en jouant la carte de la sensibilité auprès du juge et du jury mais conscient que cela est trop gros à gérer pour eux, les autres refusent son idée. Nick et Victoria rejoignent ensuite Victor et Nikki au ranch avant le procès. Lorsque Rey, Christine et les policiers sont sur le point d'escorter Victor du ranch, Nikki les interrompt et leur avoue qu'elle a tuée J.T. (épisode diffusée le 23 décembre 2021 sur TF1).
- À la suite de ces aveux, Nikki est placée en garde à vue et le procès de Victor est reporté. Rey interroge Nikki, qui justifie avoir tuée elle-même J.T. mais corrobore une version différente, une histoire ou elle seule a agi. Victoria et Nick se rendent au poste et cherchent des réponses. Rey et Michael refusent de leur en donner. Rey en profite pour interroger Victoria afin de concorder leurs deux versions. Mais Victoria maintient sa première version ou elle donne de l'argent à J.T., lui accordant la fuite. Plus tard, elle rejoint Sharon, Phyllis et Mariah et s'inquiètent de ce que Nikki pourrait avoir avoué. Le soir de la Saint-Valentin, elle a une discussion avec William ou elle lui demande de protéger Johnny et Katie au cas-où il lui arriverait malheur. Juste après, Victoria est mise en état d'arrestation pour le meurtre de J.T., devant l'incompréhension de William (épisode diffusé le 29 décembre 2021 sur TF1). Au poste de police, elle apprend que Phyllis ainsi que Sharon se sont elles aussi faites arrêtées et comprend que leur secret a été dévoilé au grand jour. Lorsque Rey l'interroge, elle maintient sa version et manifeste son innocence, ainsi que celle de sa famille. Le 22 février, Victoria, Sharon et Nikki se retrouvent pour leur audience préliminaire afin de déterminer leur liberté avant le procès. En ne voyant pas Phyllis, elles se posent des questions. La réponse à leurs questions se dévoile au moment où elles voient arriver Phyllis en compagnie de Nick et qu'elles apprennent que c'est elle qui a fourni toutes les preuves à Christine, celles-ci apprennent par conclusion que Phyllis les a trahis pour sauver sa peau. Le juge suspend l'audience. Bien qu’elles plaident toutes non-coupables, Christine réussit à persuader la juge de ne pas leur accorder la liberté, effectivement, la juge refuse la libération des trois femmes, validant la requête de Christine de les garder en détention jusqu'au procès.
- Le 28 février 2019 commence le procès de Victoria, Nikki et Sharon. Christine relate les faits, décrivant les trois femmes comme des meurtrières, ce qui agace Victor, qui s'emporte contre Christine au tribunal. Le juge ordonne ensuite à Victor de sortir, ce qu'il exécute après que Nick et Michael l'en convainc. Plus tard, Christine appelle Mariah à la barre, qui raconte ce qu'il s'est passé au cours de la soirée, sans trop incriminer sa mère et ses complices. Vient ensuite le tour de Phyllis, qui témoigne ce qu'il s'est passé en prenant la défense de ses anciennes complices. Mais Christine donne une version plus crue de l'histoire de Phyllis, décrivant sans cesse l'acte des filles comme un meurtre non prémédité et non comme de la légitime défense. Phyllis tombe dans le piège de Christine et avoue avec émotion la vérité. Elle se fait également cuisiner par Michael (pour Victoria et Nikki) et par Brittany (pour Sharon), concernant les relations qu'elle entretient avec elles. Après son témoignage, tout le monde est révolté par sa trahison. Michael, qui tombe plusieurs fois des nues, demande à Nikki et Victoria de lui raconter la vérité, ce qu'elles font. Avec leurs révélations, Michael refuse de leur faire témoigner et leur propose de plaider coupable, dans l'espoir de faire libérer Victoria et de réduire la peine de Nikki. Il propose à Brittany de faire de même pour Sharon, ce qu'elle refuse (voulant adopter une autre stratégie), idem pour Christine. Le lendemain, c'est Tessa qui passe à la barre, expliquant comment elle a découvert la vidéo ou on voit les quatre femmes déplacer le corps de J.T. Michael l'interroge sur son chantage et Tessa admet avoir escroquée les quatre complices. Michael pousse encore plus loin en parlant des lettres anonymes, mais aussi de sa responsabilité dans le meurtre de J.T., envisageant même la possibilité que Tessa aurait pu tuer J.T. en se basant sur son passé, ce qui retourne l'attention du jury sur Tessa et non les accusées. Christine interroge ensuite Tessa et l'interroge sur l'histoire du chantage, mais Tessa reste vague, ce qui met le doute à Christine sur son implication, avant que Tessa ne révèle avoir été enlevée par Victoria, Nikki et Sharon. Michael révèle ensuite pendant la suspension du procès qu'il va être difficile de les acquitter avec ces nouvelles preuves mais Brittany annonce avoir une stratégie de défense pour oublier l'histoire de Tessa : appeler Rey à la barre. Celui-ci se fait interroger par Brittany l'interroge sur le soir de la Saint-Valentin, où il a arrêté Sharon à la suite de ses aveux après lui avoir déclaré sa flamme (voir Rey Rosales ou Sharon Newman). De ces déclarations, Victoria et Nikki apprennent que c'est Sharon qui a vendu la mèche à Rey, causant l'arrestation de celle-ci, Phyllis et Victoria. Après le témoignage de Rey, Michael décide de faire témoigner Victoria pour qu'elle raconte son histoire. Victoria témoigne avec émotion en répondant aux questions de Michael, touchant le jury mais Christine tente de remettre en question le rôle de Victoria, montrant au jury que Victoria n'est pas toute blanche dans cette affaire. Juste après, le jury délibère afin de donner leur sentence aux accusées. Le 13 mars, le jury rend sa sentence et juge à l'unanimité les 3 femmes coupables. Christine demande la peine maximale mais juste avant que la juge donne son verdict, William, Jack, Nick et Mariah témoignent en faveur des accusées, lui demandant d'être clémente. La juge entend ces requêtes et donne son verdict : Sharon est condamnée à 3 ans de prison, Victoria à 10 ans de prison et Nikki à 30 ans de prison (épisodes diffusées entre le 10 et le 21 janvier 2022 sur TF1).
- Sharon, Victoria et Nikki sont escortées et conduites dans un fourgon qui les amène en prison. Au cours du trajet, le fourgon s'arrête en pleine forêt, ce qui interroge les trois femmes pensant que c'est un piège jusqu'à ce que Nick intervienne et leur fait part de son plan : prouver que J.T. est toujours vivant avec leur aide. Elles apprennent que William mais aussi Rey sont sur le coup et que ce plan à lieu grâce à ce dernier. Victoria doute de la théorie de Nick et William mais ce dernier souligne qu'il pense que cette théorie est bonne car Katie lui avait dit après sa disparition que son ami imaginaire lui avait chanté une comptine, exactement celle que J.T. chantait à Reed quand il était petit. Victoria pense que J.T. pourrait effectivement être vivant. Les trois femmes restent au chalet avec deux gardes qui assure leur sécurité non-stop. Au bout d'un moment, elles souhaitent faire à manger pour faire passer le temps mais du bruit se fait entendre dehors. Elles se doutent de quelque chose sans trop s'attarder dedans mais se rendent vite compte que le téléphone qui leur sert à appeler Nicka  a disparu et constatent une coupure d'électricité. Victoria comprend alors que c'est J.T. qui se joue d'elles pour les terroriser, elles décident de se munir d'armes et sortent du chalet pour le traquer dehors, c'est alors que J.T. réapparaît derrière elles, bel et bien vivant (épisode diffusée le 28 janvier 2022 sur TF1). Choquées et tétanisées qu'il ait survécu, les trois femmes lui demandent des réponses. J.T. leur dit qu'il a simulé sa mort pendant près d'une année afin de se venger et qu'il a réussi à les retrouver en suivant le fourgon censé les conduire en prison. Désireux de se venger, il les ordonne de s'attacher et leur raconte ensuite qu'il s'en est sorti car elles l'ont enterré au-dessus d'un tuyau et qu'avec la terre recouverte sur lui, son poids l'a fait atterrir sous les égouts de Genoa, auquel il s'est retrouvé sur un fleuve et a réussi à s'accrocher à un arbre. Les filles remarquent à plusieurs reprises que J.T. a des maux de tête et leur propose leur aide, mais il refuse et finit par s'énerver en cassant tout ce qui est autour, dont le tuyau de gaz qui l'affaiblit puis l'assomme. Elles tentent de se libérer également mais s'évanouissent une par une à cause de l'odeur du gaz qui se propage dans toute la pièce. Elles sont sauvées par Nick, Victor, William et Phyllis. Plus tard, J.T. est conduit à l'hôpital et les filles au poste ou elles restent en détention pour la soirée. Finalement, elles sont innocentées le lendemain, la juge abandonnant les charges contre elles. Victoria se rend à l'hôpital et apprend par Nate que J.T. avait une tumeur bénigne et qui le lui ont retirés, ce qui expliquait les raisons de son agressivité. Lorsque J.T. se réveille, il s'excuse auprès de Victoria pour tout le mal qu'il a causé depuis son retour. Victoria entend ses excuses, le pardonne mais n'oublie pas ses actes. Reed lui rend aussi visite et pardonne plus facilement son père. Il est directement par la suite emmené en prison sous les yeux de Victoria et Reed.

### Le retour d'Adam "d'entre les morts" à Genoa
- Début avril 2019, juste après l'incarcération de J.T., Victoria se rend secrètement à Las Vegas dans le but d'oublier son récent passé. Elle se fait passer pour une certaine Jeni et fait la rencontre de Brandon Rose du groupe musical les "Bloody Thorns" avec qui elle sympathise et finit par coucher avec le soir suivant. Mais Brandon connait sa véritable identité et le lui fait savoir. Il apprend à Victoria qu'il a croisé Victor très récemment a Las Vegas et qu'il vient souvent à des parties de poker en compagnie d'un autre homme, prénommé "Spider". Victoria commence à s'interroger sur les affaires de son père et sur l'identité de Spider et en parle a William. Elle demande à Brandon d'organiser une partie de poker dans sa suite pour attirer Victor et Spider mais ni l'un ni l'autre ne viennent. En rentrant à Genoa, Victoria en parle à Nikki, qui découvre en fouillant dans le bureau de Victor que celui-ci consulte un psychiatre près de Las Vegas. Nikki décide d'envoyer Rey enquêter sur Victor à Las Vegas. Sharon l'accompagne. Quelques jours plus tard, Victoria et William reviennent de camping et en apprennent davantage sur Victor et Spider : en réalité, Spider est en fait Adam qui est toujours en vie, Victor l'a découvert et tente de l'aider à recouvrer la mémoire avec l'aide de Sharon (épisode diffusé le 18 mars 2022 sur TF1). Victoria et William réalisent que Victor était au courant depuis des mois de la situation d'Adam et s'inquiètent de ce que son retour pourrait impliquer dans leurs vies.
- Adam revient finalement à Genoa, grâce à Sharon et "rencontre" Nick, puis Victoria et William. Adam a trouvé une photo de Cordélia déposée à la Sellerie et s'interroge sur son lien avec elle en leur montrant la photo. William saisit nerveusement la photo et lui apprend que c'est sa fille décédée et qu'Adam lui-même est responsable de son accident. Il présente ses excuses puis comprend que c'est Victor qui a déposé la photo de la petite. Après le départ d'Adam, William confie à Victoria que cette discussion a fait remonter des mauvais souvenirs enfouis en lui. Juste après, Adam se fait tirer dessus à la sellerie alors qu’il était sur le point de quitter la ville. Il est admis à l’hôpital où il recouvre la mémoire à son réveil. Nick, Nikki, Victoria et Abby l’apprennent par Victor mais ne souhaitent pas lui donner le bénéfice du doute, notamment Nick et Victoria, pensant qu’il a feint l’amnésie. En sortant de l’hôpital, Adam donne rendez-vous à Victoria et Nick chez Etalon Noir et leur fait part de sa décision de refaire sa vie ailleurs loin des Newman et de Genoa sous 3 conditions : il demande à obtenir 500 millions de dollars (les gains obtenus par Nick, Victoria et Abby lors de leur procès contre Victor en 2011), savoir ou sont Chelsea et Connor et exige de récupérer Christian. Victoria fait part des exigences d'Adam à William puis Victor. Elle demande à son père de confirmer les dires d'Adam à propos de son statut chez Newman, il le confirme à demi-mot. Victoria est choquée et souhaite passer à la vitesse supérieure pour se débarrasser d'Adam.
- Après une discussion avec Nick concernant Adam, celui-ci oublie son téléphone. Victoria, qui venait d'apprendre que Nick avait obtenu le nouveau numéro de Chelsea, fouille dans son répertoire et trouve le numéro. Elle s'empresse d'aller donner le numéro à Adam et par la même occasion, lui transférer 50 millions de dollars. Mais cela ne suffit pas à Adam de quitter la ville car Nick refuse de lui céder Christian. Victoria et William, qui ont refusé de se marier, organisent une cérémonie de non-mariage au Society. Le jour J, famille et amis sont conviés pour célébrer leur amour. Mais c'est sans compter sur Adam et Phyllis, les deux personnes non conviées, qui débarquent à la fête et narguent les invités avant d'être rapidement chassées.
- Le retour d'Adam finit par créer des tensions au sein de la famille Newman, notamment des frictions entre Nick et Victoria. En effet, Nick a découvert que Victoria a rempli les exigences d'Adam : lui donner le numéro de Chelsea et 50 millions de dollars, ce qui a permis à ce dernier de racheter les dettes d'Etalon Noir et qui a conduit à l'éjection de Nick au poste de PDG, qui perd son entreprise au profit d'Adam (voir Nicholas Newman ou Adam Newman). De plus, les Newman apprennent que leur père a une maladie rare et mortelle. Victoria souhaite reprendre les rênes de Newman mais est inquiète, sachant que Adam a rapidement conquis Victor pour reprendre les rênes de l'entreprise depuis son retour. En apprenant que Adam attaque Nick en justice pour obtenir la garde de Christian, Victoria tente de raisonner Adam et de s'allier avec Nick contre leur frère, mais les deux refusent mutuellement sa requête. Avec la maladie de Victor, celui-ci confie finalement la direction de son entreprise a Victoria le temps de sa convalescence. Victoria va ensuite voir Nick en lui proposant de l’engager en tant que directeur des opérations et surtout pour avoir des ressources contre Adam. Nick refuse l’offre de Victoria mais se réconcilie avec sa sœur.
- Avec le retour d’Adam, Chelsea revient à Genoa accompagnée de son mari. Mais celui-ci meurt peu après leur arrivée en ville. Chelsea souhaite aller voir Connor parti en colonie de vacances et Nick se propose de l’accompagner. Il demande à Victoria d’emprunter le jet Newman, ce qu’elle accepte après réticence. En retour, Nick lui apporte des informations sur un immeuble acquis par Etalon Noir qui lui permettra de faire tomber Adam et Phyllis.
- Le 22 juillet 2019 se tient l'audience pour la garde de Christian. Nick y va sans avocat, à cause d'Adam (voir Nicholas Newman ou Adam Newman). Durant l'audience, la vidéo de Nick se faisant passer pour J.T. est balancée au grand public et fait le tour des tabloïds. Les deux frères ne cessent de se disputer. Au vu de leurs querelles incessantes, le juge décide de ne céder la garde de Christian a ni l'un ni l'autre et leur recommande de trouver un tuteur légal pour le petit. Nick sollicite Victoria qui accepte immédiatement et Adam sollicite Sharon. C'est finalement Victoria qui devient la tutrice de Christian. D'un autre côté, Victoria comprend que Phyllis tente de faire tomber Adam en revendant l'intégralité des actions d'Etalon Noir à une entreprise nommée Summertim (l'entreprise de Phyllis) et lui propose une alliance contre Adam. Phyllis accepte et rend les actions de l'immeuble acquis auparavant par Etalon Noir à Nick et cède ses Jaboutiques à Jabot.
- Victoria est la tutrice de Christian et a la charge d’autoriser des visites pour Nick et Adam. Mais concernant ce dernier, elle fait en sorte d’inventer des excuses quitte a ce qu’il ne voit pas son fils. Adam comprend le stratagème de Victoria et demande une requête au juge pour qu’il puisse voir Christian, ce qui marche. Le jour de son rendez-vous avec Christian, Adam prévoit de dire la vérité à Christian au sujet de ses origines et en informe Nick. Il rejoint Christian au parc Chancellor et fait une partie de foot avec lui. Adam dévoile ensuite à Christian qu’il est en réalité son véritable père. Nick arrive au même moment, interrompt le moment d’Adam et Christian et demande à Monique d’emmener son fils ailleurs. Nick règle ses comptes avec Adam qui répond à ses attaques jusqu’à le pousser à bout. Nick finit par le frapper devant Sharon qui arrive juste à temps pour séparer les deux frères (Adam a fait en sorte que Sharon arrive au moment où Nick l’attaque). Quelques jours plus tard, Victoria récidive et ment a Adam en disant que Christian est très malade et qu'il a besoin de repos, Adam s'aperçoit ensuite qu'elle lui a menti lorsqu'il la croise en compagnie de Christian, Johnny et Katie au parc Chancellor. Alors que Christian et Johnny s'isolent pour jouer, Adam apparaît et surprend Christian qui finit par s'enfuir. Nick intervient et réprimande Adam puis les deux frères s'aperçoivent que le petit a disparu. Adam retrouve Christian et tente de le mettre à l'aise avec lui, ils jouent un petit moment jusqu'à ce qu'Elena et Nick retrouvent Christian. Adam reçoit une ordonnance restrictive contre lui concernant Christian de Victor. Finalement, Adam décide d’abandonner la bataille contre Christian et cède la garde complète a Nick, cependant il menace sa famille de se venger d’eux.
- Parallèlement depuis le retour d’Adam, William est en proie à des cauchemars et des hallucinations concernant Cordélia et Adam. Il est persuadé que sa fille lui communique de l’au-delà pour lui faire part de sa détresse concernant Adam. Victoria ainsi que Sharon lui conseillent d’aller voir un psy. William finit par accepter de dévoiler ses problèmes à une inconnue. Mais son mal-être ne s’arrête pas là puisqu’il refuse de poursuivre ses séances et continue à rêver de sa fille. Victoria constate que William n’a plus le même comportement depuis le retour d’Adam et en parle à Nick et à Jack. Un soir, William dit à Victoria qu'il doit s'absenter quelques jours pour affaires. Après le départ de William, Victoria croise Kevin, de passage en ville et parlent du comportement trouble de William. Elle croise ensuite Adam très énervé contre William après une menace qu'il ait reçue. Victoria le met en garde par rapport à sa déclaration de vengeance.
- Le lendemain, Genoa apprend que Chloe est toujours en vie. Victoria croise Chloe ainsi que Kevin au Society ou ils lui expliquent toute l’histoire a propos d’eux, d’Adam et de William qui était lui aussi au courant. Dans la journée, elle reçoit un message de celui-ci lui disant qu’il est parti en cure de désintoxication. Victoria se pose des questions et appelle le centre ou William était admis l’année précédente, elle apprend que William n’y est pas et commence à s’inquiéter en pensant a un kidnapping de la part d’Adam. Les jours passent et William ne répond pas a ses appels. Victoria en parle à sa famille. Victor lui propose son aide. Un jour ou elle contacte une énième fois William, Victoria tombe sur Chloe qui lui avoue toute la vérité sur William : le soir de son départ, il prévoyait de tuer Adam mais ce dernier a été sauvé de justesse par Chloe, William a fait une embardée pour l’éviter et a eu un accident et est « retenu » au hangar à bateaux des Chancellor, Kevin a fait croire aux proches de William que celui-ci est parti en désintoxication (voir Billy Abbott, Adam Newman, Kevin Fisher ou Chloe Mitchell). Chloe l’emmène voir William. Victoria tente d'aider William à avouer son acte criminel envers Adam mais il ne se souvient tout d'abord de rien puis se souvient avoir attiré Adam dans la route où Cordélia a été tuée dans l'unique but de tuer Adam. William comprend alors qu'il a une double personnalité maléfique qui agit en lui sans qu'il ne s'en rende compte. Victoria s'en va un petit moment et lorsqu'elle revient, elle trouve William en train de se débattre contre ses démons. Il lui raconte son rêve ou il a vu défiler sa vie future auprès des discours des gens auxquels il tient s'il ne changeait pas et lui déclare qu'il a pris désormais la décision de se faire aider tout en étant guéri. Victoria et William annoncent la bonne nouvelle à Chloe et Kevin avant que ces derniers annoncent à leur tour que Victor vient de mourir au ranch suite à une crise cardiaque.
- Victoria refuse de croire que son père est mort et se précipite au ranch retrouver Nikki. L’ensemble des Newman ainsi que William pensent que Victor a été tué par Adam, ils informent Paul et Rey de leurs suspicions le concernant. Ils découvrent que les dosages du médicament de Victor ont bien été doublés et interrogent la femme qui travaille dans ce secteur. Après avoir obtenu l’immunité, elle avoue avoir trafiqué les médicaments de Victor et les avoir fournis à sa complice, Victoria. Paul et Rey sont stupéfaits et se rendent chez elle puis chez Newman fouiller son bureau ou ils trouvent les pilules et la tablette volée de Nate. Plus tard dans la journée, Rey arrête finalement Victoria au Society pour le meurtre de Victor. Victoria sort rapidement de garde à vue à la suite de son audience et retrouve William, Nikki ainsi que Victor au ranch. En réalité, ce dernier a feint sa mort afin de tendre un piège a Adam et l'arrêter par la suite. Celui-ci finit par apprendre qu'il a été piégé par sa famille mais il fait son mea-culpa envers son père avant de quitter discrètement la ville. Victor convoque ensuite toutes les personnes au courant de son faux décès plus Michael et leur fait part de son intention de révéler qu'il est toujours en vie. Juste avant, il admet aux autres qu'il a eu une discussion avec Adam et qu'il l'a laissé quitter la ville sans l'arrêter ce qui les énerve. Victor révèle ensuite qu'il est en réalité en vie, ce qui en ravit certains comme ça en déplait à d'autres. Cependant, la fausse mort de Victor a des répercussions au sein de la famille Newman qui n'acceptent pas comment cet évènement a rendu la tournure des choses dans leurs vies à tous, d'autant plus que Victor souhaite récupérer sa place de PDG. Victoria l'apprend via SMS par un journaliste qui tente de confirmer la rumeur lors de l'inauguration du projet de Nick et Devon, « Nouveau Départ » (« New Hope » dans la version originale). Elle demande des comptes a son père qui confirme ses intentions. En rogne, elle quitte l'évènement et se rend dans son bureau où elle vise le portait de son père avec un "couteau" argenté. Elle fait ensuite part à William de la nouvelle, ce dernier voit là une opportunité de l'engager chez Jabot mais Victoria décline son offre, voulant jouer sa dernière carte. Elle se rend chez Newman ou elle pose un ultimatum à son père : soit il lui cède les rênes de l'entreprise, soit elle coupe les ponts avec lui et lui fait la guerre en créant une entreprise concurrente. Victor cède a son ultimatum et voyant sa détermination à réussir à faire prospérer l'entreprise familiale, il lui cède Newman.

### Victoria est poignardée
- Le 18 février 2020 se tient le gala du cinquantenaire de Newman Entreprises. À l'occasion, les Newman ainsi que les autres grandes familles influentes de Genoa se réunissent pour rendre hommage à Victor. Au cours de la fête, Victoria croise William avec qui elle est séparée depuis peu (voir Billy Abbott) et remarque qu'il est à moitié ivre. Afin d'éviter qu'il cause des problèmes, elle lui recommande de partir mais William refuse. Lorsque celui-ci a le dos tourné, Victoria se fait soudainement poignardée dans l'abdomen et s'effondre sur William tout en perdant du sang (épisode diffusé le 23 décembre 2022 sur TF1). Elle est immédiatement transportée à l'hôpital. Après examen, Nate annonce aux Newman que Victoria a eu les poumons perforées mais qu'elle s'en sortira. Elle est plongée dans un coma artificiel. Elle se réveille quelques jours plus tard et surprend William dans sa chambre. Elle lui ordonne immédiatement de partir, il décide de respecter sa volonté.

- Victoria sort de l'hôpital et s'installe au ranch. Elle reçoit la visite de Reed. Avec la convalescence de Victoria, celle-ci doit être remplacée. Adam se propose a Victor mais celui-ci ne le répond pas immédiatement et le fait miroiter jusqu'à ce que Nick, qui ne voulait pas initialement remplacer Victoria, accepte la proposition de son père et remplace temporairement sa sœur.

- Cependant, avec l'agression qu'elle a subie, son confinement et son remplacement au sein de Newman, Victoria vit mal cette nouvelle vie et cherche à sortir du ranch, quitte à retourner le plus rapidement possible chez Newman. Victoria reçoit l'aide de Sharon, sollicité par Nikki et Nick. D'abord réticente à l'idée de recevoir son aide, Victoria arrive à se confier profondément a Sharon sur ce qu'elle ressent. Victoria apprend par ailleurs que Sharon est atteinte d'un cancer (voir Sharon Newman). Un jour, alors que Nate lui avait recommandé de limiter les déplacements, Victoria enfreint cette règle en se rendant chez Newman pour voir si tout se passe bien. Nick, Nikki et Sharon la trouvent dans son bureau. Victoria leur avoue son mal-être depuis son agression et demande à ce qu'on arrête de la couver puis change d'avis en demandant à Nikki de rester avec elle, à Nick de continuer à diriger Newman et à Sharon d'être sa thérapeute.

- Par ailleurs, elle appelle William pour mettre les choses à plat et discuter calmement. Victoria lui annonce qu'elle a décidé de couper tout lien qui leur relie mis à part leurs enfants. William est tout d'abord stupéfait puis arrive à accepter sa décision. Le lendemain, Victoria retourne travailler chez Newman et annonce à Nick son retour, ce qui lui fait plaisir. Mais son plaisir est de courte durée lorsque Victor arrive en compagnie d'Adam et que ce dernier raconte a Victoria qu'il détient une preuve contre leur père concernant le meurtre d'un usurier originaire du Kansas, AJ Montalvo (voir Adam Newman). Adam leur demande de lui céder les rênes de Newman afin d'éviter que cette histoire soit publiée. Victoria pense qu'il bluffe et lui assure qu'elle se battra pour lui empêcher d'atteindre son objectif. Elle tente de convaincre son père de ne pas céder au chantage d'Adam mais Victor décide de céder la place de Victoria a Adam.

- Très vite, Victoria apprend que le meurtrier d'AJ Montalvo n'est pas Victor mais qu'il s'agit en réalité d'Adam, qui a agi pour protéger sa mère Hope, menacée par AJ lorsqu'il était enfant. Victoria tente de changer le fusil d'épaule d'Alyssa Montalvo, la fille d'AJ et essaye de lui faire comprendre que le meurtrier de son père n'est autre que son ami d'enfance. Elle met ensuite dans la tête d'Adam que Victor lui a peut-être menti à propos de l’affaire AJ. En partant confronter son père, Adam découvre que c'est lui le meurtrier d'AJ, qu'il a agi pour protéger sa mère lorsqu'il avait 11 ans et qu'il l'a effacé de sa mémoire (épisode diffusé le 16 février 2023 sur TF1).
  - (À partir de ce moment-là dans la vraie vie, les tournages des Feux de l’Amour ont été interrompus entre mars et juin 2020 à la suite de la crise sanitaire du Covid-19. La pandémie a entraîné la non diffusion des épisodes entre le 24 avril et le 7 août 2020 aux États-Unis sur la chaîne américaine CBS. La diffusion des épisodes a repris le 10 août 2020, ce qui constitue un saut dans le temps dans la vie réelle qui a dû être adaptée à la série tout en poursuivant les storylines laissées avant l’interruption du tournage, les épisodes avant et après l’interruption des tournages constituent une suite directe sans inclure la pandémie au scénario mais avec cependant quelques restrictions sanitaires a la différence).

- Victoria, qui a pour but de se venger de son frère, vend la mèche à William sur l'histoire du meurtre d'AJ Montalvo et les dessous du meurtre. Ayant conscience qu'il vient d'être nommé à la direction de Chancellor Communications par Jill, elle compte sur William pour rédiger un article a charge qui abattra Adam et par la même occasion Victor. Elle en profite pour mettre en vente la filiale médiatique à Chancellor Communications et la filiale cosmétique à Jabot, ce qui met en rogne Victor. Le 1er octobre, William publie officiellement l'article à charge contre Adam, racontant principalement le crime qu'il a commis en tuant AJ Montalvo mais aussi d'autres crimes passées qu'il a commis, notamment le kidnapping de Faith bébé et le décès de Cordélia.